# Coupe de France de football 2018-2019
Cet article traite uniquement de la compétition masculine. Pour la compétition féminine, voir Coupe de France féminine de football 2018-2019.
Navigation
Coupe de France 2017-2018 Coupe de France 2019-2020
La coupe de France de football 2018-2019 est la 102e édition de la Coupe de France, compétition à élimination directe mettant aux prises des clubs de football amateurs et professionnels affiliés à la Fédération française de football, qui l'organise conjointement avec les ligues régionales.

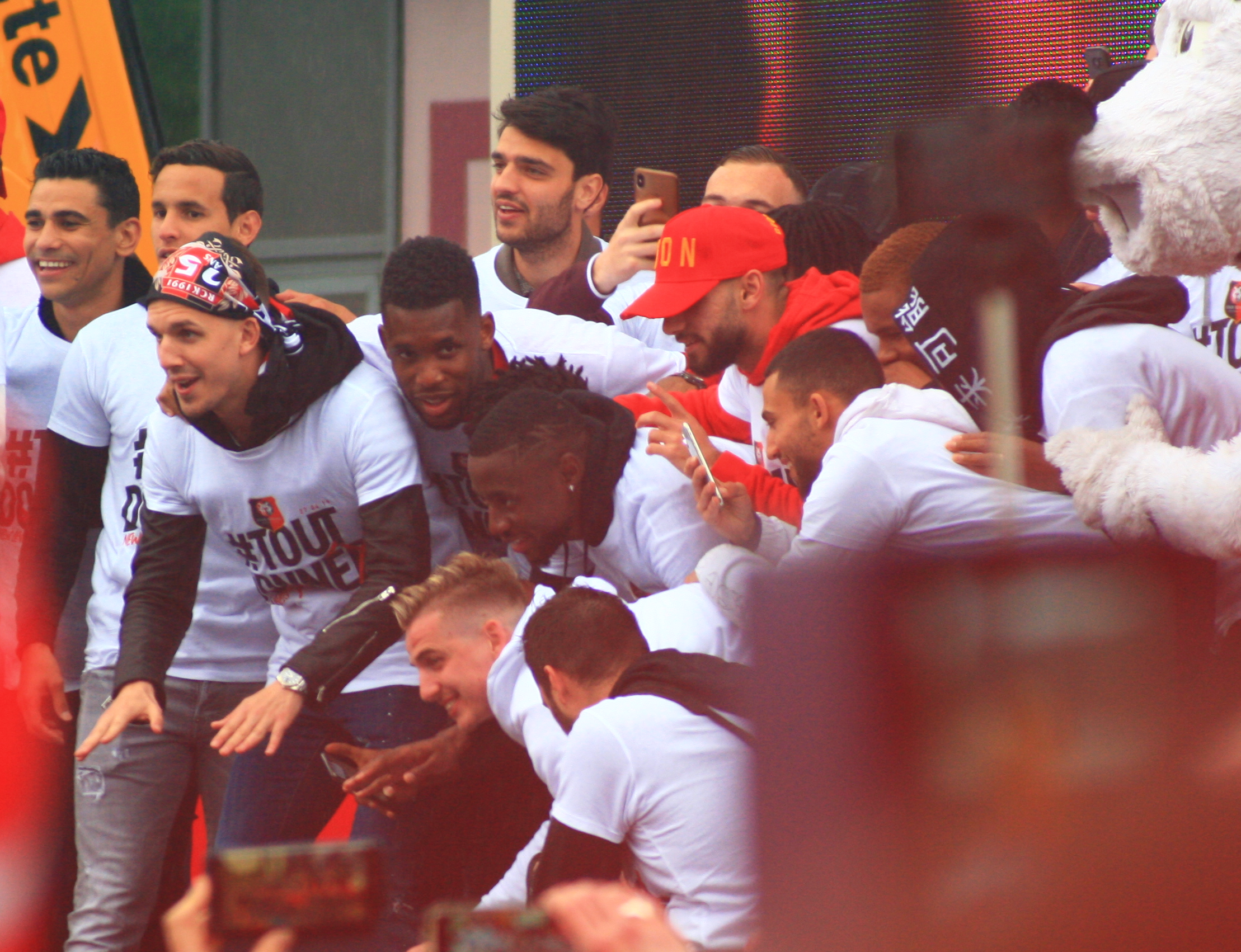
Joueurs du Stade rennais fêtant leur victoire à Rennes le 28 avril 2019.

Elle a été remportée le 27 avril 2019 par le Stade rennais FC contre le Paris Saint-Germain, vainqueur des quatre précédentes éditions,  lors de la finale jouée au Stade de France.

## Déroulement de la compétition
Le système est le même que celui utilisé les années précédentes.
Pour la première fois cette saison, les équipes peuvent effectuer un quatrième changement en cas de prolongation.

## Calendrier
| Tour                                                                           | Nom                        | Dates retenues                    | Équipes participantes | Équipes gagnantes |
| 0                                                                              | Tour préliminaire          | Dates régionales                  | 134                   | 67                |
| 1                                                                              | Premier tour               | Dates régionales                  | 5 380                 | 2 690             |
| 2                                                                              | Deuxième tour              | Dates régionales                  | 3 326                 | 1 663             |
| Entrée des 133 clubs de National 3 et du représentant de St-Pierre-et-Miquelon |                            |                                   |                       |                   |
| 3                                                                              | Troisième tour             | Dimanche 16 septembre             | 2 146                 | 1 073             |
| Entrée des 50 clubs de National 2 et du SC Bastia                              |                            |                                   |                       |                   |
| 4                                                                              | Quatrième tour             | Dimanche 30 septembre             | 1 124                 | 562               |
| Entrée des 18 clubs de National                                                |                            |                                   |                       |                   |
| 5                                                                              | Cinquième tour             | Dimanche 14 octobre               | 580                   | 290               |
| 6                                                                              | Sixième tour               | Dimanche 28 octobre               | 290                   | 145               |
| Entrée des 20 clubs de Ligue 2 et des 11 clubs d'Outre-Mer                     |                            |                                   |                       |                   |
| 7                                                                              | Septième tour              | Samedi 17 et dimanche 18 novembre | 176                   | 88                |
| 8                                                                              | Huitième tour              | Samedi 8 et dimanche 9 décembre   | 88                    | 44                |
| Tableau final, entrée des 20 clubs de Ligue 1                                  |                            |                                   |                       |                   |
| 9                                                                              | Trente-deuxièmes de finale | Samedi 5 et dimanche 6 janvier    | 64                    | 32                |
| 10                                                                             | Seizièmes de finale        | Mardi 22 et mercredi 23 janvier   | 32                    | 16                |
| 11                                                                             | Huitièmes de finale        | Mardi 5 et mercredi 6 février     | 16                    | 8                 |
| 12                                                                             | Quarts de finale           | Mardi 26 et mercredi 27 février   | 8                     | 4                 |
| 13                                                                             | Demi-finales               | Mardi 2 et mercredi 3 avril       | 4                     | 2                 |
| 14                                                                             | Finale au Stade de France  | Samedi 27 avril                   | 2                     | 1                 |

1. ↑  Les rencontres peuvent se jouer à d'autres dates du fait d'un report par l'arbitre, ou d'un d'accord des deux clubs.
2. ↑  Seulement en Centre-Val de Loire et Hauts-de-France.
3. ↑  Le SC Bastia, exempt, rentre au 4e tour[1].
4. ↑  Il s'agit de la première participation d'un club de cet archipel, représenté par l'AS saint-pierraise[2].

## Organisation de l'épreuve éliminatoire
Les six premiers tours sont organisés par les ligues régionales. La fédération leur a défini un quota de clubs présents pour le 7e tour, comme 14 clubs pour la ligue de Bretagne, sachant que l'entrée des clubs évoluant en divisions nationales est déterminé par la FFF (voir ci-dessus). 
Le nombre d’équipes entrantes à chaque tour de qualification est ainsi le suivant :
| Ligue / Tours           | TP  | T1  | T2  | T3 | T4 | T5 |
| ----------------------- | --- | --- | --- | -- | -- | -- |
| Auvergne-Rhône-Alpes    |     | 746 | 15  | 83 | 6  | 3  |
| Bourgogne-Franche-Comté |     | 288 | 38  | 30 | 3  | 0  |
| Bretagne                |     | 534 | 97  | 30 | 4  | 1  |
| Centre-Val de Loire     | 120 | 86  | 11  | 10 | 4  | 1  |
| Corse                   |     |     | 16  | 14 | 5  | 0  |
| Grand Est               |     | 730 | 67  | 94 | 4  | 0  |
| Hauts-de-France         | 14  | 870 | 0   | 84 | 3  | 3  |
| Méditerranée            |     | 170 | 21  | 9  | 7  | 1  |
| Normandie               |     | 258 | 81  | 11 | 2  | 2  |
| Nouvelle-Aquitaine      |     | 468 | 102 | 12 | 4  | 1  |
| Occitanie               |     | 324 | 82  | 45 | 2  | 1  |
| Paris Île-de-France     |     | 378 | 83  | 12 | 8  | 2  |
| Pays-de-la-Loire        |     | 438 | 45  | 30 | 1  | 3  |

| Références 1. 2. 3. 4. 5. 6. 7. 8. 9. 10. 11. |

| Ligue / Tours            | Premier | Second | Troisième | Quatrième |
| ------------------------ | ------- | ------ | --------- | --------- |
| Guadeloupe               |         | 26     | 19        | 0         |
| Guyane                   |         |        | 26        | 3         |
| Martinique               |         | 44     | 10        | 0         |
| Mayotte                  | 30      | 17     | 0         | 0         |
| Réunion                  |         | 12     | 26        | 0         |
| Saint-Pierre-et-Miquelon | 2       | 1      |           |           |

| Références 1. 2. |

## Résultats

### Tours préliminaires
Plusieurs milliers de matchs sont joués lors des tours préliminaires. Seuls seront indiqués dans cet article les résultats des clubs professionnels aux 5e et 6e tours ainsi que l'ensemble des résultats des 7e et 8e tours.
Pour consulter l'ensemble des rencontres, voir Tours préliminaires (en)

#### Cinquième tour
| 13 octobre 2018 | Yvetot AC (R1) | 1 - 2   | US Quevilly-Rouen (N)      |                         |                         |
| 18 h CEST       | Carballo 86e   | (0 - 1) | 21e Shamal · 84e Beneddine | Stade Municipal, Yvetot | Stade Municipal, Yvetot |

| 13 octobre 2018 | Avoine OCC (N3)             | 2 - 2 2 - 4 t. a. b. | Tours FC (N)               |                              |                              |
| 19 h CEST       | Diedhiou 62e · Mayele 90+5e | (0 - 1)              | 45e Glombard · 60e Louvion | Stade Marcel-Vignaud, Avoine | Stade Marcel-Vignaud, Avoine |
| 19 h CEST       | Tirs au but 2 - 4           |                      |                            | Stade Marcel-Vignaud, Avoine | Stade Marcel-Vignaud, Avoine |

| 14 octobre 2018 | FC du Foron (D1) | 1 - 2   | Bourg-en-Bresse 01 (N)             |                                       |                                       |
| 14 h 30 CEST    | Vouzon 22e       | (1 - 0) | 50e Diakité · 90+4e Pierre-Charles | Stade Jean Moenne, La Roche-sur-Foron | Stade Jean Moenne, La Roche-sur-Foron |

| 14 octobre 2018 | AS Mulsanne-Teloché (R1) | 1 - 0   | Stade lavallois (N) |                                 |                                 |
| 15 h CEST       | Bouttier 67e             | (0 - 0) |                     | Stade de la Houssière, Mulsanne | Stade de la Houssière, Mulsanne |

#### Sixième tour
| 27 octobre 2018 | Bourges 18 (N3) | 0 - 2   | Tours FC (N)               |                                 |                                 |
| 20 h CEST       |                 | (0 - 0) | 48e Abdallah · 78e Sissoko | Stade Jacques-Rimbault, Bourges | Stade Jacques-Rimbault, Bourges |

| 28 octobre 2018 | CMS Oissel (N2) | 1 - 0   | US Quevilly-Rouen (N) |                              |                              |
| 14 h 30 CET     | Mayulu 80e      | (0 - 0) |                       | Stade Marcel Billard, Oissel | Stade Marcel Billard, Oissel |

| 28 octobre 2018 | Hauts Lyonnais (R1)                | 2 - 4 a. p. | Bourg-en-Bresse 01 (N)                                |                              |                              |
| 14 h 30 CET     | Valente 2e (pen.) · El Moudane 62e | (1 - 1)     | 9e 101e Nabab · 75e (pen.) Pierre-Charles · 116e Koné | Stade Maurice Rousson, Feurs | Stade Maurice Rousson, Feurs |

### Septième tour
Le tirage au sort a lieu le 30 octobre pour les rencontres concernant les clubs de l'Outre-Mer au siège de la FFF et le 31 octobre pour les autres rencontres au siège du CNOSF.

À ce stade de la compétition, le Petit Poucet est le club de l'AS Carrières-Grésillons, dernier club évoluant en district encore en compétition.
La répartition du nombre de clubs par ligue régionale est déterminé pour chaque édition par la fédération.

#### Tirage des clubs de l'Outre-Mer
Les clubs ultramarins sont opposés à des clubs métropolitains qui se sont portés volontaires. Peuvent postuler l'ensemble des clubs de National et National 2 et les clubs de National 3 se classant dans les trois premiers de leur groupe respectif au moment du tirage. Les clubs retenus sont 2 clubs de National (Entente Sannois Saint-Gratien et US Concarneau), 4 clubs de National 2 (Sainte-Geneviève Sports, AF Bobigny, SA Épinal et St-Pryvé St-Hilaire FC) et 5 clubs de National 3 (ES Thaonnaise, FC Versailles 78, Stade Poitevin FC, Besançon Football et FC Côte Bleue). Le tirage est réalisé par José-Karl Pierre-Fanfan, ancien joueur martiniquais.

| 16 novembre 2018 | Golden Lion (R1 Martinique) | 2 - 4 a. p. | SA Épinal (N2)                                       |                                     |                                     |
| 20 h UTC-4       | Parsemain 8e · Biron 90+3e  | (1 - 2)     | 4e Gacé · 41e Krasso · 92e Sackho · 117e Abdelkadous | Stade Pierre-Aliker, Fort-de-France | Stade Pierre-Aliker, Fort-de-France |

| 17 novembre 2018 | AS Étoile de Matoury (R1 Guyane) | 2 - 3   | US Concarneau (N)                         |                                |                                |
| 16 h UTC-3       |                                  | (0 - 1) | 9e (pen.) Lavigne · 53e Jung · 77e Fleury | Stade Georges-Chaumet, Cayenne | Stade Georges-Chaumet, Cayenne |

| 16 novembre 2018 | Unité Ste-Rose (R1 Guadeloupe) | 1 - 3   | FC Côte Bleue (N3)             |                                       |                                       |
| 20 h 30 UTC-4    | Annerose 12e                   | (1 - 1) | 44e 90e Djaballah · 88e Kebbal | Stade René-Serge-Nabajoth, Les Abymes | Stade René-Serge-Nabajoth, Les Abymes |

| 18 novembre 2018 | SS Jeanne d'Arc (R1 Réunion) | 0 - 1 a. p. | Besançon Football (N3) |                                   |                                   |
| 15 h 30 UTC+4    |                              | (0 - 0)     | 102e Machado           | Stade Michel-Volnay, Saint-Pierre | Stade Michel-Volnay, Saint-Pierre |

| 17 novembre 2018 | AS Magenta (R1 Nouvelle-Calédonie) | 0 - 1   | AF Bobigny (N2) |                         |                         |
| 16 h UTC+11      |                                    | (0 - 1) | 44e Mendes      | Stade Numa-Daly, Nouméa | Stade Numa-Daly, Nouméa |

| 18 novembre 2018 | Ste-Geneviève Sports (N2)                                     | 4 - 0   | AS Sainte-Suzanne (R1 Réunion) |                                               |                                               |
| 14 h CET         | Betourné 63e (pen.) · Herbert 69e · Sangaré 80e · Konté 90+4e | (0 - 0) |                                | Stade Léo Lagrange, Sainte-Geneviève-des-Bois | Stade Léo Lagrange, Sainte-Geneviève-des-Bois |

| 17 novembre 2018 | Entente SSG (N)                                             | 4 - 0   | FC Mtsapéré (R1 Mayotte) |                                     |                                     |
| 17 h CET         | Doremus 29e · Talal 32e · Sidibé 76e (pen.) · N'Sonde 90+8e | (2 - 0) |                          | Stade Michel-Hidalgo, Saint-Gratien | Stade Michel-Hidalgo, Saint-Gratien |

| 17 novembre 2018 | Stade Poitevin FC (N3) | 0 - 0 1 - 4 t. a. b. | Aiglon du Lamentin (R1 Martinique) |                                           |                                           |
| 14 h CET         |                        | (0 - 0)              |                                    | Complexe sportif Michel Amand, Buxerolles | Complexe sportif Michel Amand, Buxerolles |
| 14 h CET         | Tirs au but 1 - 4      |                      |                                    | Complexe sportif Michel Amand, Buxerolles | Complexe sportif Michel Amand, Buxerolles |

| 17 novembre 2018 | ES Thaon (N3)                              | 3 - 0   | JS Vieux-Habitants (R2 Guadeloupe) |                                      |                                      |
| 14 h CET         | Colin 35e (pen.) · Uhlrich 56e · Samba 63e | (1 - 0) |                                    | Stade Robert Sayer, Capavenir Vosges | Stade Robert Sayer, Capavenir Vosges |

| 18 novembre 2018 | FC Versailles 78 (N3)    | 2 - 0   | AS Dragon (R1 Polynésie) |                              |                              |
| 14 h CET         | Chalali 8e · Akassou 41e | (2 - 0) |                          | Stade Montbauron, Versailles | Stade Montbauron, Versailles |

| 17 novembre 2018 | St-Pryvé St-Hilaire FC (N2) | 1 - 0   | US Matoury (R1 Guyane) |                                               |                                               |
| 17 h CET         | Moutiapoulle 90+3e          | (0 - 0) |                        | Stade du Grand Clos, Saint-Pryvé-Saint-Mesmin | Stade du Grand Clos, Saint-Pryvé-Saint-Mesmin |

#### Tirage principal
Comme lors des éditions précédentes, les 154 clubs sont répartis en 10 groupes régionaux, soit 7 groupes de 16 clubs et 3 de 14. Le principal objectif étant d’assurer une répartition égale des clubs des différents niveaux et un regroupement secondaire par zone géographique ; chaque groupe comporte deux clubs de Ligue 2. Le tirage est effectué par l'ancienne athlète Muriel Hurtis et les anciens internationaux Jérémie Bréchet et Steve Savidan.
- Groupe A

| 18 novembre 2018 | Saint-Orens FC (R2) | 1 - 2 a. p. | FC Sète 34 (N2)                  |                               |                               |
| 14 h 30 CET      | Gracia 75e          | (0 - 1)     | 36e Testud · 110e (csc) Véronèse | Complexe Sportif, Saint-Orens | Complexe Sportif, Saint-Orens |

| 17 novembre 2018 | Les Genêts d'Anglet (N3) | 1 - 3 a. p. | Pau FC (N)                               |                          |                          |
| 18 h CET         | N'Gadi 81e (pen.)        | (0 - 0)     | 46e Jarju · 101e Gueye · 118e Guilavogui | Stade Saint Jean, Anglet | Stade Saint Jean, Anglet |

| 18 novembre 2018 | La Brède FC (R1) | 0 - 8   | Bergerac Périgord FC (N2)                                         |                               |                               |
| 14 h CET         |                  | (0 - 2) | 34e 43e Fachan · 50e 72e Gómez · 61e 80e Chevalier · 63e 90e Sarr | Stade André Mabille, La Brède | Stade André Mabille, La Brède |

| 17 novembre 2018 | Canet RFC (N3) | 2 - 1   | AS Béziers (L2) |                                         |                                         |
| 19 h CET         | Hattab 75e 89e | (0 - 0) | 49e Kanté       | Stade Saint-Michel, Canet-en-Roussillon | Stade Saint-Michel, Canet-en-Roussillon |

| 18 novembre 2018 | Auch Football ((R1) | 0 - 1 a. p. | GFC Ajaccio (L2) |                           |                           |
| 14 h CET         |                     | (0 - 0)     | 93e Armand       | Stade Éric Carrière, Auch | Stade Éric Carrière, Auch |

| 18 novembre 2018 | FC Tartas St-Yaguen (R1)                        | 4 - 6   | US Lège-Cap-Ferret (N3)                                                  |                                     |                                     |
| 14 h CET         | Morareau 25e · Josse 66e 90+1e · Urolategui 76e | (1 - 4) | 28e Mignon · 33e Nkounkou · 43e 45e Melka · 65e Dario · 86e (csc) Roldan | Stade Christian Lassalle, St-Yaguen | Stade Christian Lassalle, St-Yaguen |

| 18 novembre 2018 | Luzenac AP (R1)      | 2 - 5   | Rodez AF (N)                              |                           |                           |
| 14 h 30 CET      | Alonso 5e · Tati 25e | (2 - 3) | 3e 19e David · 11e Bonnet · 60e 79e Caddy | Stade Paul-Fedou, Luzenac | Stade Paul-Fedou, Luzenac |

| 17 novembre 2018 | FC Biars Bretenoux (R3) | 2 - 3 a. p. | FC Aurillac Arpajon (N3) |                                 |                                 |
| 18 h CET         |                         | (1 - 1)     |                          | Stade Municipal, Biars-sur-Cère | Stade Municipal, Biars-sur-Cère |

- Groupe B

| 18 novembre 2018 | USS Aigues-Mortes (R1) | 0 - 1 a. p. | Marignane Gignac FC (N) |                                   |                                   |
| 14 h CET         |                        | (0 - 0)     | 102e Bru                | Stade du Bourgidou, Aigues-Mortes | Stade du Bourgidou, Aigues-Mortes |

| 18 novembre 2018 | EFC Fréjus St-Raphaël (N2) | 1 - 0   | SC Toulon (N2) |                                |                                |
| 14 h CET         | Tilli 50e (pen.)           | (0 - 0) |                | Stade Louis-Hon, Saint-Raphaël | Stade Louis-Hon, Saint-Raphaël |

| 17 novembre 2018 | Olympique d'Alès (N3) | 2 - 0   | AC Ajaccio (L2) |                            |                            |
| 19 h CET         | Mouzaoui 45+1e 67e    | (1 - 0) |                 | Stade Pierre-Pibarot, Alès | Stade Pierre-Pibarot, Alès |

| 18 novembre 2018 | AF Lozère (N3)              | 2 - 3   | Red Star FC (L2)                              |                                  |                                  |
| 15 h CET         | Gourmat 59e · Defreitas 72e | (0 - 2) | 22e Satli · 44e (pen.) Mhirsi · 76e Lapoussin | Stade Jean-Jacques-Delmas, Mende | Stade Jean-Jacques-Delmas, Mende |

| 18 novembre 2018 | Chassieu Décines FC (R2) | 1 - 5   | Hyères FC (N2)                                                 |                                                     |                                                     |
| 15 h CET         |                          | (0 - 2) | 10e Manas · 25e Dijoux · 60e Zerfaoui · 80e Pottier · 85e Brun | Parc des Sports Raymond Troussier, Décines-Charpieu | Parc des Sports Raymond Troussier, Décines-Charpieu |

| 17 novembre 2018 | Entente Crest-Aouste (R3) | 2 - 0   | UMS Montélimar (R1) |                        |                        |
| 17 h CET         | ? 28e · Margerand 59e     | (1 - 0) |                     | Stade Soubeyran, Crest | Stade Soubeyran, Crest |

| 18 novembre 2018 | Olympique de Valence (R2) | 0 - 3   | Stade beaucairois 30 (N3)    |                                 |                                 |
| 15 h CET         |                           | (0 - 1) | 28e 67e Abdoul · 81e Sebaiki | Stade Georges-Pompidou, Valence | Stade Georges-Pompidou, Valence |

- Groupe C

| 17 novembre 2018 | FC Atlantique Vilaine (N3) | 1 - 4   | Stade brestois (L2)                         |                        |                        |
| 20 h CET         | Diaz 90+2e                 | (0 - 1) | 20e 80e Mayi · 54e Belaud · 87e Charbonnier | Stade Municipal, Redon | Stade Municipal, Redon |

| 18 novembre 2018 | Stade Pontivyen (N3)   | 2 - 0   | AS Vignoc-Hédé-Guipel (R1) |                                      |                                      |
| 15 h CET         | Marec 32e · Trehin 76e | (1 - 0) |                            | Stade du Faubourg de Verdun, Pontivy | Stade du Faubourg de Verdun, Pontivy |

| 17 novembre 2018 | Avenir de Theix (R1) | 0 - 2   | Vannes OC (N2)          |                                          |                                          |
| 18 h CET         |                      | (0 - 1) | 21e Quintin · 80e Loric | Complexe Sportif Brestivan, Theix-Noyalo | Complexe Sportif Brestivan, Theix-Noyalo |

| 18 novembre 2018 | GDR Guipavas (R1) | 0 - 1   | US Montagnarde (N3) |                             |                             |
| 14 h CET         |                   | (0 - 1) | 16e Le Coupanec     | Stade Éric Lamour, Guipavas | Stade Éric Lamour, Guipavas |

| 18 novembre 2018 | US Saint-Malo (N2) | 1 - 0   | FC Lorient (L2) |                               |                               |
| 16 h 30 CET      | Lahaye 9e          | (1 - 0) |                 | Stade de Marville, Saint-Malo | Stade de Marville, Saint-Malo |

| 18 novembre 2018 | SM Douarnenez (R2) | 0 - 3   | Lannion FC (N3)           |                                 |                                 |
| 14 h CET         |                    | (0 - 0) | 80e Vidot · 86e 90e Irien | Stade Xavier Trellu, Douarnenez | Stade Xavier Trellu, Douarnenez |

| 18 novembre 2018 | FC La Chapelle des Marais (R3) | 0 - 5   | US Avranches (N)                                         |                                                         |                                                         |
| 14 h CET         |                                | (0 - 2) | 26e 45+1e Boateng · 55e Colin · 76e Rabeï · 81e Alouache | Complexe Sportif De La Perrière, La Chapelle-des-Marais | Complexe Sportif De La Perrière, La Chapelle-des-Marais |

| 17 novembre 2018 | GSI Pontivy (N3) | 1 - 0   | AG Plouvorn (R1) |                                      |                                      |
| 19 h CET         | Jegu 40e         | (1 - 0) |                  | Stade du Faubourg de Verdun, Pontivy | Stade du Faubourg de Verdun, Pontivy |

- Groupe D

| 17 novembre 2018 | Vendée Fontenay Foot (N3)  | 2 - 3   | LB Châteauroux (L2)                       |                                           |                                           |
| 18 h 30 CET      | Bonaventure 16e 86e (pen.) | (1 - 2) | 15e Livolant · 33e Bourillon · 58e M'Boné | Stade Emmanuel Murzeau, Fontenay-le-Comte | Stade Emmanuel Murzeau, Fontenay-le-Comte |

| 17 novembre 2018 | FC Chauray (N3) | 0 - 2   | Chamois niortais FC (L2) |                          |                          |
| 18 h CET         |                 | (0 - 0) | 70e Vion · 76e Louiserre | Stade Municipal, Chauray | Stade Municipal, Chauray |

| 18 novembre 2018 | Vendée Les Herbiers (N2) | 2 - 0   | US Chauvigny (N3) |                                 |                                 |
| 14 h 30 CET      | Pouye 87e · Charrier 90e | (0 - 0) |                   | Stade Massabielle, Les Herbiers | Stade Massabielle, Les Herbiers |

| 18 novembre 2018 | JSC Bellevue Nantes (R1) | 0 - 2 a. p. | USSA Vertou (N3)              |                                |                                |
| 14 h CET         |                          | (0 - 0)     | 105e Jarsale · 108e Lampereur | Stade des Bernardières, Nantes | Stade des Bernardières, Nantes |

| 17 novembre 2018 | Vendée Poiré-sur-Vie (R2)      | 2 - 1   | SO Cholet (N) |                                        |                                        |
| 18 h CET         | Edouard 62e · Malaga 84e (csc) | (0 - 1) | 14e Malaga    | Stade de l'Idonnière, Le Poiré-sur-Vie | Stade de l'Idonnière, Le Poiré-sur-Vie |

| 17 novembre 2018 | SO Châtellerault (R1) | 0 - 2   | FC Challans (N3) |                                         |                                         |
| 19 h CET         |                       | (0 - 0) |                  | Stade de la Montée-Rouge, Châtellerault | Stade de la Montée-Rouge, Châtellerault |

| 17 novembre 2018 | AS Châtaigneraie (R1) | 1 - 1 3 - 4 t. a. b. | Tours FC (N) |                                       |                                       |
| 18 h CET         | Aquime 120e           | (0 - 0)              | 111e Alégué  | Stade Claude Bétard, La Châtaigneraie | Stade Claude Bétard, La Châtaigneraie |
| 18 h CET         | Tirs au but 3 - 4     |                      |              | Stade Claude Bétard, La Châtaigneraie | Stade Claude Bétard, La Châtaigneraie |

- Groupe E

| 17 novembre 2018 | FC Saint-Lô (N3) | 0 - 1   | AS Vitré (N2) |                                |                                |
| 18 h CET         |                  | (0 - 1) |               | Stade Louis-Villemer, Saint-Lô | Stade Louis-Villemer, Saint-Lô |

| 17 novembre 2018 | AS Gamaches (R1) | 1 - 7   | Le Havre AC (L2)                                                         |                                                                                      |                                                                                      |
| 18 h 30 CET      | Robin 77e        | (0 - 2) | 10e 26e Bonnet · 56e 64e Thiaré · 78e Assifuah · 85e Bazile · 89e Camara | Stade Paul-Delique, Abbeville Spectateurs : 2 600 Arbitrage : Alexandre Perreau-Niel | Stade Paul-Delique, Abbeville Spectateurs : 2 600 Arbitrage : Alexandre Perreau-Niel |

| 17 novembre 2018 | AG Caennaise (R1) | 0 - 2   | US Orléans (L2)               |                                        |                                        |
| 18 h CET         |                   | (0 - 0) | 74e Perrin · 78e El Khoumisti | Stade de Venoix - Claude-Mercier, Caen | Stade de Venoix - Claude-Mercier, Caen |

| 17 novembre 2018 | SC Bastia (N3)   | 2 - 1   | Le Mans FC (N) |                              |                              |
| 20 h CET         | Santelli 15e 69e | (1 - 1) | 6e Diarra      | Stade Armand-Cesari, Furiani | Stade Armand-Cesari, Furiani |

| 18 novembre 2018 | Grand-Quevilly FC (R1)                               | 4 - 1   | AS Cherbourg (N3)   |                                      |                                      |
| 14 h CET         | Sidibe 4e · Armaoui 65e · Mendes 76e · Hounkpati 87e | (1 - 1) | 25e (pen.) Romaneli | Stade Chêne à Leu, Le Grand-Quevilly | Stade Chêne à Leu, Le Grand-Quevilly |

| 17 novembre 2018 | AS Bourny Laval (R1) | 1 - 5   | CMS Oissel (N2)                                               |                                     |                                     |
| 14 h CET         | ? 20e                | (1 - 1) | 17e Dopud · 71e ? · 78e (pen.) Lemaitre · 82e Dia · 87e Moura | Stade de la Croix des Landes, Laval | Stade de la Croix des Landes, Laval |

| 18 novembre 2018 | ESC Longueau (R2)           | 2 - 1   | Blois Foot 41 (N2) |                            |                            |
| 14 h CET         | Finaz 17e · Vanpuywelde 45e | (2 - 1) | 16e Touncara       | Stade Émile-Noël, Longueau | Stade Émile-Noël, Longueau |

| 18 novembre 2018 | AS Villers-Houlgate (R3) | 2 - 0   | USON Mondeville (R1) |                              |                              |
| 14 h CET         | Rebut 13e · Thirouin 60e | (1 - 0) |                      | Stade André Salesse, Villers | Stade André Salesse, Villers |

- Groupe F

| 16 novembre 2018 | Valenciennes FC (L2)                          | 3 - 1   | USL Dunkerque (N) |                                |                                |
| 18 h CET         | Mauricio 13e (pen.) · Robail 25e · Roudet 61e | (2 - 1) | 10e Garita        | Stade du Hainaut, Valenciennes | Stade du Hainaut, Valenciennes |

| 17 novembre 2018 | FC Bastia-Borgo (N2)         | 2 - 4   | CS Sedan (N2)                             |                              |                              |
| 14 h 30 CET      | Inzerillo 7e · Cropanese 73e | (1 - 2) | 26e 31e Bekhechi · 52e Jobava · 90e Aktas | Stade Paul Antoniotti, Borgo | Stade Paul Antoniotti, Borgo |

| 17 novembre 2018 | Olympique Marcquois (N3) | 0 - 2   | US Boulogne (N)        |                                       |                                       |
| 19 h CET         |                          | (0 - 1) | 10e Duterte · 80e Maah | Stade Georges-Niquet, Marcq-en-Barœul | Stade Georges-Niquet, Marcq-en-Barœul |

| 18 novembre 2018 | AS Prix-Lès-Mézières (R1) | 2 - 0   | Saint Amand FC (R1) |                                        |                                        |
| 14 h CET         |                           | (1 - 0) |                     | Stade de la Poterie, Prix-lès-Mézières | Stade de la Poterie, Prix-lès-Mézières |

| 18 novembre 2018 | Wasquehal Football (R1)           | 3 - 5   | Olympique St-Quentin (N3)                                         |                                             |                                             |
| 14 h CET         | Kiaku 9e · Rezig 62e · Lounas 70e | (1 - 1) | 7e Sylla · 48e 55e Jallow · 65e (pen.) Mourabit · 90+3e Cambronne | Complexe Sportif Lucien-Montagne, Wasquehal | Complexe Sportif Lucien-Montagne, Wasquehal |

| 16 novembre 2018 | IC Croix (N2) | 1 - 0   | Paris FC (L2) |                             |                             |
| 18 h CET         | Mihoubi 90+4e | (0 - 0) |               | Stade Henri-Seigneur, Croix | Stade Henri-Seigneur, Croix |

| 17 novembre 2018 | ASC Hazebrouck (R3) | 1 - 3   | US Gravelines (R1) |                                   |                                   |
| 18 h CET         |                     | (1 - 0) |                    | Stade Auguste-Damette, Hazebrouck | Stade Auguste-Damette, Hazebrouck |

| 18 novembre 2018 | AS Marck (R1) | 0 - 1 a. p. | US Saint-Omer (R1) |                                              |                                              |
| 14 h CET         |               | (0 - 0)     | 103e Blanquart     | Stade Jean-Claude-Agneray, Marck-en-Calaisis | Stade Jean-Claude-Agneray, Marck-en-Calaisis |

- Groupe G

| 18 novembre 2018 | US Vimy (R1) | 0 - 2   | US Créteil-Lusitanos (N2) |                        |                        |
| 14 h 30 CET      |              | (0 - 1) | 45e Mountasser · 85e Baal | Stade de la Mine, Vimy | Stade de la Mine, Vimy |

| 18 novembre 2018 | CS Avion (R1)     | 1 - 1 5 - 4 t. a. b. | RC Épernay (N3) |                            |                            |
| 14 h 30 CET      |                   | (0 - 0)              |                 | Stade François-Blin, Avion | Stade François-Blin, Avion |
| 14 h 30 CET      | Tirs au but 5 - 4 |                      |                 | Stade François-Blin, Avion | Stade François-Blin, Avion |

| 18 novembre 2018 | FCA Troyenne (N3) | 1 - 1 0 - 3 t. a. b. | Bourges Foot (N3) |                                                |                                                |
| 14 h CET         | Mezriche 39e      | (1 - 1)              | 6e Zabou          | Complexe Jean Bianchi, Saint-André-les-Vergers | Complexe Jean Bianchi, Saint-André-les-Vergers |
| 14 h CET         | Tirs au but 0 - 3 |                      |                   | Complexe Jean Bianchi, Saint-André-les-Vergers | Complexe Jean Bianchi, Saint-André-les-Vergers |

| 17 novembre 2018 | US Lusitanos St-Maur (N2) | 1 - 0 a. p. | JA Drancy (N) |                                             |                                             |
| 17 h CET         | Sylla 105e                | (0 - 0)     |               | Stade Adolphe-Chéron, Saint-Maur-des-Fossés | Stade Adolphe-Chéron, Saint-Maur-des-Fossés |

| 17 novembre 2018 | AFC Compiègne (R1) | 0 - 2   | ES Troyes AC (L2)            |                              |                              |
| 18 h CET         |                    | (0 - 0) | 52e Ben Saada · 69e Touzghar | Stade Paul-Cosyns, Compiègne | Stade Paul-Cosyns, Compiègne |

| 18 novembre 2018 | CAS Escaudoeuvres (R2) | 1 - 3   | RCS La Chapelle (R1)        |                               |                               |
| 14 h CET         | Fortini 2e             | (1 - 1) | 15e 79e Diarra · 67e Ouledi | Stade Dhordain, Escaudoeuvres | Stade Dhordain, Escaudoeuvres |

| 18 novembre 2018 | AS du Pays Neslois (R1) | 0 - 0 5 - 4 t. a. b. | FC Chambly Oise (N) |                           |                           |
| 14 h CET         |                         | (0 - 0)              |                     | Stade Éloi-Auffève, Nesle | Stade Éloi-Auffève, Nesle |
| 14 h CET         | Tirs au but 5 - 4       |                      |                     | Stade Éloi-Auffève, Nesle | Stade Éloi-Auffève, Nesle |

| 17 novembre 2018 | US Nogent (R1) | 0 - 2   | RC Lens (L2)      |                                |                                |
| 19 h CET         |                | (0 - 1) | 45+1e 47e Chouiar | Stade Pierre-Brisson, Beauvais | Stade Pierre-Brisson, Beauvais |

- Groupe H

| 18 novembre 2018 | US Raon-l'Étape (N3) | 1 - 0   | Bourg-en-Bresse 01 (N) |                                 |                                 |
| 14 h CET         | Duminy 6e            | (1 - 0) |                        | Stade Paul-Gasser, Raon-l'Étape | Stade Paul-Gasser, Raon-l'Étape |

| 18 novembre 2018 | ES Heillecourt (R2) | 0 - 3   | FC St-Louis Neuweg (N3) |                                 |                                 |
| 14 h CET         |                     | (0 - 0) | 50e 77e 90e Diallo      | Stade de l'Embanie, Heillecourt | Stade de l'Embanie, Heillecourt |

| 17 novembre 2018 | FCSR Haguenau (N2)                     | 3 - 4 a. p. | FC Sochaux-Montbéliard (L2)                       |                           |                           |
| 15 h CET         | Weissbeck 45e · Giesi 88e · Solvet 90e | (1 - 1)     | 22e Robinet · 58e Tope · 84e Sané · 103e Moltenis | Parc des Sports, Haguenau | Parc des Sports, Haguenau |

| 18 novembre 2018 | FC Rossfeld (R3) | 0 - 2   | ASC Biesheim (N3)       |                          |                          |
| 14 h CET         |                  | (0 - 2) | 13e Viana · 16e Efondja | Stade Municipal, Erstein | Stade Municipal, Erstein |

| 18 novembre 2018 | Sarreguemines FC (N3) | 1 - 1 1 - 4 t. a. b. | FC Metz (L2)       |                                  |                                  |
| 14 h CET         | Simpara 64e           | (0 - 1)              | 45+1e (pen.) Niane | Stade de la Blies, Sarreguemines | Stade de la Blies, Sarreguemines |
| 14 h CET         | Tirs au but 1 - 4     |                      |                    | Stade de la Blies, Sarreguemines | Stade de la Blies, Sarreguemines |

| 17 novembre 2018 | US Avize Grauves (R2) | 0 - 1   | SC Schiltigheim (N2) |                             |                             |
| 15 h CET         |                       | (0 - 0) | 75e Genghini         | Stade Paul-Chandon, Épernay | Stade Paul-Chandon, Épernay |

| 18 novembre 2018 | Olympique de Strasbourg (R2) | 4 - 1   | US Reipertswiller (R1) |                                  |                                  |
| 14 h CET         |                              | (0 - 0) |                        | Stade de Cronenbourg, Strasbourg | Stade de Cronenbourg, Strasbourg |

| 18 novembre 2018 | FA Illkirch-Graffenstaden (R1) | 3 - 0   | EN St-Avold (R1) |                                                 |                                                 |
| 14 h CET         | Kayser 18e 68e · Schall 70e    | (1 - 0) |                  | Stade Albert Schweitzer, Illkirch-Graffenstaden | Stade Albert Schweitzer, Illkirch-Graffenstaden |

- Groupe I

| 17 novembre 2018 | FC Montceau Bourgogne (N3) | 1 - 4   | Lyon Duchère AS (N)                            |                                         |                                         |
| 18 h CET         | Goulliat 35e               | (1 - 2) | 2e Julienne · 41e (pen.) Tuta · 52e 70e Gradai | Stade des Alouettes, Montceau-les-Mines | Stade des Alouettes, Montceau-les-Mines |

| 18 novembre 2018 | US Annecy-le-Vieux (R2) | 2 - 1   | FC Val'Lyonnais (R3) |                                             |                                             |
| 14 h CET         |                         | (0 - 0) |                      | Complexe Sportif d'Albigny, Annecy-le-Vieux | Complexe Sportif d'Albigny, Annecy-le-Vieux |

| 17 novembre 2018 | ASF Andrézieux-Bouthéon (N2) | 1 - 0   | Louhans-Cuiseaux FC (N3) |                                      |                                      |
| 18 h CET         | Leonil 84e                   | (0 - 0) |                          | L'Envol Stadium, Andrézieux-Bouthéon | L'Envol Stadium, Andrézieux-Bouthéon |

| 17 novembre 2018 | FC Annecy (N2) | 0 - 1   | AS Nancy-Lorraine (L2) |                         |                         |
| 18 h CET         |                | (0 - 1) | 2e Alexis Busin        | Parc des Sports, Annecy | Parc des Sports, Annecy |

| 17 novembre 2018 | AS Beaune (R2) | 0 - 3   | Grenoble Foot (L2)                       |                                      |                                      |
| 19 h CET         |                | (0 - 1) | 29e Taravel · 58e Delétraz · 90e Chergui | Stade du Château de Vignoles, Beaune | Stade du Château de Vignoles, Beaune |

| 18 novembre 2018 | US Feillens (R2) | 0 - 4   | FC Limonest St-Didier (N3)                        |                                      |                                      |
| 14 h CET         |                  | (0 - 2) | 37e Gillez · 42e Ertek · 60e Chauve · 90+4e Simon | Complexe Sportif des Dimes, Feillens | Complexe Sportif des Dimes, Feillens |

| 17 novembre 2018 | USC Paray (R1) | 1 - 0   | FC Morteau-Montlebon (N3) |                                              |                                              |
| 18 h CET         |                | (0 - 0) |                           | Complexe sportif des Sables, Paray-le-Monial | Complexe sportif des Sables, Paray-le-Monial |

- Groupe J

| 17 novembre 2018 | Angoulême CFC (N3) | 1 - 0   | AJ Auxerre (L2) |                                |                                |
| 19 h CET         | Moges 36e          | (1 - 0) |                 | Stade Camille-Lebon, Angoulême | Stade Camille-Lebon, Angoulême |

| 18 novembre 2018 | Noisy-le-Grand FC (R1) | 1 - 0 a. p. | FC Riom (R1) |                                          |                                          |
| 14 h CET         |                        | (0 - 0)     |              | Stade des Bords de Marne, Noisy-le-Grand | Stade des Bords de Marne, Noisy-le-Grand |

| 17 novembre 2018 | FC Gueugnon (N3) | 1 - 3 a. p. | Clermont Foot (L2)                     |                              |                              |
| 19 h 30 CET      | Revuelta 44e     | (1 - 1)     | 13e Iglesias · 102e Honorat · 119e Ayé | Stade Jean-Laville, Gueugnon | Stade Jean-Laville, Gueugnon |

| 17 novembre 2018 | CS Volvic (R1)    | 0 - 0 1 - 4 t. a. b. | Le Puy Foot 43 (N2) |                                  |                                  |
| 17 h CET         |                   | (0 - 0)              |                     | Stade Michel Champleboux, Volvic | Stade Michel Champleboux, Volvic |
| 17 h CET         | Tirs au but 1 - 4 |                      |                     | Stade Michel Champleboux, Volvic | Stade Michel Champleboux, Volvic |

| 18 novembre 2018 | Melun FC (R1) | 0 - 2   | FC Chamalières (N3) |                        |                        |
| 14 h CET         |               | (0 - 1) |                     | Stade municipal, Melun | Stade municipal, Melun |

| 17 novembre 2018 | Limoges FC (N3) | 0 - 1 a. p. | FC Villefranche (N) |                             |                             |
| 15 h 30 CET      |                 | (0 - 0)     | 116e Mahdar         | Stade Saint-Lazare, Limoges | Stade Saint-Lazare, Limoges |

| 18 novembre 2018 | AS Carrières-Grésillons (D1) | 1 - 2   | USC La Charité (N3)       |                            |                            |
| 14 h CET         | Riviere 68e                  | (0 - 0) | 70e Pasdeloup · 72e Ouled | Stade Léo Lagrange, Poissy | Stade Léo Lagrange, Poissy |

| 17 novembre 2018 | Montluçon Football (N3) | 0 - 1   | ES Viry-Châtillon (R1) |                         |                         |
| 19 h CET         |                         | (0 - 1) |                        | Stade Dunlop, Montluçon | Stade Dunlop, Montluçon |

### Huitième tour
Le tirage au sort a lieu le 20 novembre au matin pour la rencontre concernant le club de l'Outre-Mer tandis que les autres rencontres sont tirés au sort au Stade de France en ouverture du match amical entre la France et l'Uruguay,,.

À ce stade de la compétition, les Petits Poucets sont les clubs de l'Entente Crest-Aouste et l'AS Villers-Houlgate, clubs évoluant en Régional 3 (8e niveau).

#### Tirage du club de l'Outre-Mer
Un seul club ultramarin a passé le 7e tour : l'Aiglon du Lamentin, club de Martinique. Ayant joué le match du 7e tour en métropole, il reçoit un club volontaire, tiré au sort, à l'occasion du 8e tour. Les clubs retenus pour le tirage sont 1 club de National 2 (Sainte-Geneviève Sports) et 4 clubs de National 3 (Stade Pontivyen, USSA Vertou, ES Thaon et FC Versailles 78).
| 8 décembre 2018 | Aiglon du Lamentin (R1 Martinique)                 | 3 - 2   | Ste-Geneviève Sports (N2) |                                     |                                     |
| 14 h 45 UTC-4   | Joubert 32e · Rochambeau 71e · Berdix 90+4e (pen.) | (1 - 0) | 68e Barcelo · 87e Traoré  | Stade Georges-Gratiant, Le Lamentin | Stade Georges-Gratiant, Le Lamentin |

#### Tirage principal
À l'instar du tour précédent, les clubs restants sont répartis en groupes régionaux. Pour ce tour, 6 groupes sont composés, soit 1 groupe de 16 clubs et 5 de 14. Le principal objectif étant d’assurer une répartition égale des clubs des différents niveaux et un regroupement secondaire par zone géographique.
- Groupe A

| 8 décembre 2018 | ES Viry-Châtillon (R1)                                     | 4 - 2 a. p. | Angoulême CFC (N3)         |                                                       |                                                       |
| 17 h 30 CET     | Karagioanis 17e · Bensaid 90+4e · Ngoyi 101e · Mbimbe 106e | (1 - 0)     | 61e Alaouache · 75e Franco | Stade Henri Longuet, Viry-Chatillon Spectateurs : 193 | Stade Henri Longuet, Viry-Chatillon Spectateurs : 193 |

| 8 décembre 2018 | USSA Vertou (N3) | 1 - 3   | Bergerac Périgord FC (N2) |                                                   |                                                   |
| 18 h CET        | ? 62e            | (0 - 1) | 41e Badin · 53e ? · 89e   | Stade des Échalonnières, Vertou Spectateurs : 578 | Stade des Échalonnières, Vertou Spectateurs : 578 |

| 9 décembre 2018 | FC Challans (N3) | 0 - 1   | Chamois niortais FC (L2) |                                                   |                                                   |
| 15 h CET        |                  | (0 - 1) | 36e Dona Ndoh            | Stade Jean Léveillé, Challans Spectateurs : 1 085 | Stade Jean Léveillé, Challans Spectateurs : 1 085 |

| 8 décembre 2018 | LB Châteauroux (L2)                  | 4 - 0   | Pau FC (N) |                                 |                                 |
| 18 h CET        | Barthelmé 23e 54e 77e · Livolant 67e | (1 - 0) |            | Stade Gaston-Petit, Châteauroux | Stade Gaston-Petit, Châteauroux |

| 8 décembre 2018 | Vendée Poiré-sur-Vie (R2) | 1 - 6   | Vendée Les Herbiers (N2)                                     |                                                            |                                                            |
| 18 h CET        | Paris 5e                  | (1 - 1) | 10e (pen.) 67e Pouye · 58e Amofa · 74e Charrier · 85e Koutob | Stade de l'Idonnière, Le Poiré-sur-Vie Spectateurs : 2 179 | Stade de l'Idonnière, Le Poiré-sur-Vie Spectateurs : 2 179 |

| 9 décembre 2018 | FC Sète 34 (N2)                  | 2 - 0   | Rodez AF (N) |                                            |                                            |
| 15 h CET        | Testud 4e · Orsattoni 79e (pen.) | (1 - 0) |              | Stade Louis-Michel, Sète Spectateurs : 716 | Stade Louis-Michel, Sète Spectateurs : 716 |

| 9 décembre 2018 | Noisy-le-Grand FC (R1)        | 2 - 1   | US Lège-Cap-Ferret (N3) |                                                            |                                                            |
| 13 h 30 CET     | Christine 31e · Coulibaly 79e | (1 - 1) | 42e (pen.) Dario        | Stade des Bords de Marne, Noisy-le-Grand Spectateurs : 443 | Stade des Bords de Marne, Noisy-le-Grand Spectateurs : 443 |

- Groupe B

| 8 décembre 2018 | FC Côte Bleue (N3) | 1 - 2   | Lyon Duchère AS (N)       |                                                |                                                |
| 14 h 30 CET     | Djaballah 76e      | (0 - 1) | 28e Ndiaye · 66e Julienne | Stade Parsemain, Fos-sur-Mer Spectateurs : 307 | Stade Parsemain, Fos-sur-Mer Spectateurs : 307 |

| 8 décembre 2018 | Canet RFC (N3)                          | 4 - 2   | EFC Fréjus St-Raphaël (N2) |                                                           |                                                           |
| 18 h CET        | Delclos 36e 50e · Lopy 41e · Pioton 78e | (2 - 0) | 69e Ouchmid · 82e Pinocchi | Stade Saint-Michel, Canet-en-Roussillon Spectateurs : 720 | Stade Saint-Michel, Canet-en-Roussillon Spectateurs : 720 |

| 8 décembre 2018 | Hyères FC (N2)    | 1 - 1 1 - 3 t. a. b. | Grenoble Foot (L2) |                                          |                                          |
| 18 h CET        | Gomis 66e         | (0 - 0)              | 48e Gibaud         | Stade Perruc, Hyères Spectateurs : 1 029 | Stade Perruc, Hyères Spectateurs : 1 029 |
| 18 h CET        | Tirs au but 1 - 3 |                      |                    | Stade Perruc, Hyères Spectateurs : 1 029 | Stade Perruc, Hyères Spectateurs : 1 029 |

| 9 décembre 2018 | US Annecy-le-Vieux (R2) | 1 - 3   | ASF Andrézieux-Bouthéon (N2)  |                                                               |                                                               |
| 13 h 30 CET     | Nefti 76e               | (0 - 1) | 20e 46e Desmartin · 60e Milla | Complexe Sportif d'Albigny, Annecy-le-Vieux Spectateurs : 562 | Complexe Sportif d'Albigny, Annecy-le-Vieux Spectateurs : 562 |

| 8 décembre 2018 | Stade beaucairois 30 (N3) | 0 - 2 a. p. | GFC Ajaccio (L2)         |                                                        |                                                        |
| 15 h CET        |                           | (0 - 0)     | 105e Perquis · 115e Roye | Stade Philibert Schneider, Beaucaire Spectateurs : 506 | Stade Philibert Schneider, Beaucaire Spectateurs : 506 |

| 16 décembre 2018 | Entente Crest-Aouste (R3) | 0 - 1   | Le Puy Foot 43 (N2) |                                                |                                                |
| 14 h 30 CET      |                           | (0 - 0) | 18e Vandam          | Stade Émile Dupau, Le Pouzin Spectateurs : 558 | Stade Émile Dupau, Le Pouzin Spectateurs : 558 |

| 8 décembre 2018 | Olympique d'Alès (N3) | 0 - 2   | Marignane Gignac FC (N) |                                                |                                                |
| 19 h CET        |                       | (0 - 1) | 27e 87e Bru             | Stade Pierre-Pibarot, Alès Spectateurs : 1 126 | Stade Pierre-Pibarot, Alès Spectateurs : 1 126 |

- Groupe C

| 8 décembre 2018 | US Boulogne (N)            | 2 - 2 2 - 3 t. a. b. | IC Croix (N2)                |                                          |                                          |
| 15 h CET        | Kraichi 62e · Diomandé 83e | (0 - 0)              | 74e (pen.) 81e De Parmentier | Stade de la Libération, Boulogne-sur-Mer | Stade de la Libération, Boulogne-sur-Mer |
| 15 h CET        | Tirs au but 2 - 3          |                      |                              | Stade de la Libération, Boulogne-sur-Mer | Stade de la Libération, Boulogne-sur-Mer |

| 8 décembre 2018 | CS Avion (R1) | 0 - 1   | Red Star FC (L2) |                                                |                                                |
| 18 h CET        |               | (0 - 0) | 88e Derrien      | Stade François-Blin, Avion Spectateurs : 1 306 | Stade François-Blin, Avion Spectateurs : 1 306 |

| 8 décembre 2018 | FC Versailles 78 (N3)  | 2 - 4   | RC Lens (L2)                                          |                              |                              |
| 13 h 30 CET     | Abidi 8e · Chalali 43e | (2 - 2) | 17e Mendy · 24e Bellegarde · 62e Kyei · 74e Bencharki | Stade Montbauron, Versailles | Stade Montbauron, Versailles |

| 8 décembre 2018 | Entente SSG (N) | 1 - 0   | CS Sedan (N2) |                                     |                                     |
| 17 h CET        | Farade 27e      | (1 - 0) |               | Stade Michel-Hidalgo, Saint-Gratien | Stade Michel-Hidalgo, Saint-Gratien |

| 9 décembre 2018 | AS du Pays Neslois (R1) | 0 - 1   | US Gravelines (R1) |                           |                           |
| 13 h 30 CET     |                         | (0 - 1) | 11e Joveta         | Stade Élol-Auffève, Nesle | Stade Élol-Auffève, Nesle |

| 15 décembre 2018 | SC Bastia (N3)                              | 3 - 1 a. p. | US Saint-Omer (R1) |                              |                              |
| 20 h CET         | Schur 93e · Santelli 102e · Neo Mesbah 111e | (0 - 0)     | 119e Alvarez       | Stade Armand-Cesari, Furiani | Stade Armand-Cesari, Furiani |

| 9 décembre 2018 | CMS Oissel (N2) | 0 - 1   | FC Metz (L2) |                              |                              |
| 13 h 30 CET     |                 | (0 - 1) | 32e Gakpa    | Stade Marcel-Billard, Oissel | Stade Marcel-Billard, Oissel |

| 9 décembre 2018 | AS Prix-Lès-Mézières (R1)                     | 3 - 3   | Olympique St-Quentin (N3)           |                                        |                                        |
| 13 h 30 CET     | Houlot 47e (pen.) · Thioune 86e · Leclerc 11e | (2 - 3) | 38e Sylla · 78e Niang · 97e Modeste | Stade de la Poterie, Prix-lès-Mézières | Stade de la Poterie, Prix-lès-Mézières |

- Groupe D

| 9 décembre 2018 | Vannes OC (N2)                       | 2 - 3   | Stade brestois (L2)                     |                            |                            |
| 13 h 45 CET     | Dufrennes 26e (pen.) · Kikonda 45+1e | (2 - 2) | 15e Court · 32e Mayi · 87e (pen.) Butin | Stade de la Rabine, Vannes | Stade de la Rabine, Vannes |

| 8 décembre 2018 | AS Villers-Houlgate (R3) | 1 - 5   | Le Havre AC (L2)                                                   |                                  |                                  |
| 16 h 30 CET     | Tregoat 5e               | (1 - 2) | 21e Gory · 27e (pen.) 52e Thiaré · 70e (csc) Fleury · 83e Kadewere | Stade Heurtematte, Dives-sur-Mer | Stade Heurtematte, Dives-sur-Mer |

| 9 décembre 2018 | ESC Longueau (R2)       | 2 - 1   | Lannion FC (N3) |                            |                            |
| 13 h 30 CET     | Vanpuywelde 24e · ? 77e | (1 - 0) | 59e Le Houerou  | Stade Émile-Noël, Longueau | Stade Émile-Noël, Longueau |

| 8 décembre 2018 | AS Vitré (N2)       | 2 - 0   | US Montagnarde (N3) |                        |                        |
| 18 h CET        | Gros 15e · Elaz 61e | (1 - 0) |                     | Stade Municipal, Vitré | Stade Municipal, Vitré |

| 8 décembre 2018 | Stade Pontivyen (N3) | 1 - 0   | US Avranches (N) |                                      |                                      |
| 18 h CET        | Le Sauce 50e         | (0 - 0) |                  | Stade du Faubourg de Verdun, Pontivy | Stade du Faubourg de Verdun, Pontivy |

| 8 décembre 2018 | Grand-Quevilly FC (R1) | 1 - 2   | GSI Pontivy (N3)              |                                      |                                      |
| 18 h CET        | Sidibe 4e              | (1 - 0) | 48e Pierre-Charles · 59e Jegu | Stade Chêne à Leu, Le Grand-Quevilly | Stade Chêne à Leu, Le Grand-Quevilly |

| 8 décembre 2018 | US Concarneau (N)        | 2 - 0   | US Saint-Malo (N2) |                                                  |                                                  |
| 18 h 30 CET     | Sinquin 8e · Damessi 78e | (1 - 0) |                    | Stade Guy-Piriou, Concarneau Spectateurs : 2 117 | Stade Guy-Piriou, Concarneau Spectateurs : 2 117 |
| 18 h 30 CET     | Rapport                  |         |                    | Stade Guy-Piriou, Concarneau Spectateurs : 2 117 | Stade Guy-Piriou, Concarneau Spectateurs : 2 117 |

- Groupe E

| 9 décembre 2018 | RCS La Chapelle (R1) | 0 - 1   | FC Aurillac Arpajon (N3) |                                                                  |                                                                  |
| 13 h 30 CET     |                      | (0 - 1) | 37eJamin                 | Stade Pierre Vigeannel et Roger Herluison, La Chapelle-Saint-Luc | Stade Pierre Vigeannel et Roger Herluison, La Chapelle-Saint-Luc |

| 9 décembre 2018 | US Créteil-Lusitanos (N2) | 1 - 1 8 - 9 t. a. b. | FC Limonest St-Didier (N3) |                                      |                                      |
| 14 h 30 CET     | Fofana 90+4e              | (0 - 1)              | 30e Simon                  | Stade Dominique-Duvauchelle, Créteil | Stade Dominique-Duvauchelle, Créteil |
| 14 h 30 CET     | Tirs au but 8 - 9         |                      |                            | Stade Dominique-Duvauchelle, Créteil | Stade Dominique-Duvauchelle, Créteil |

| 8 décembre 2018 | FC Chamalières (N3) | 0 - 0 0 - 3 t. a. b. | FC Villefranche (N) |                                                   |                                                   |
| 16 h CET        |                     | (0 - 0)              |                     | Stade Joseph et Michel Gardet, Cournon-d'Auvergne | Stade Joseph et Michel Gardet, Cournon-d'Auvergne |
| 16 h CET        | Tirs au but 0 - 3   |                      |                     | Stade Joseph et Michel Gardet, Cournon-d'Auvergne | Stade Joseph et Michel Gardet, Cournon-d'Auvergne |

| 8 décembre 2018 | USC Paray (R1) | 0 - 4   | US Orléans (L2)                                 |                                   |                                   |
| 18 h CET        |                | (0 - 1) | 21e Perrin · 50e 53e Avounou · 87e El Khoumisti | Stade des Sables, Paray-le-Monial | Stade des Sables, Paray-le-Monial |

| 8 décembre 2018 | AF Bobigny (N2) | 1 - 2   | Clermont Foot (L2)           |                                |                                |
| 17 h CET        | Kaddouri 90+2e  | (0 - 1) | 6e Andriatsima · 62e Honorat | Stade Auguste-Delaune, Bobigny | Stade Auguste-Delaune, Bobigny |

| 14 décembre 2018 | USC La Charité (N3) | 1 - 1 1 - 3 t. a. b. | Bourges Foot (N3)   |                                      |                                      |
| 20 h CET         | El Gharbia 11e      | (1 - 0)              | 47e (pen.) Nguessan | Stade Des Senets, Varennes-Vauzelles | Stade Des Senets, Varennes-Vauzelles |
| 20 h CET         | Tirs au but 1 - 3   |                      |                     | Stade Des Senets, Varennes-Vauzelles | Stade Des Senets, Varennes-Vauzelles |

| 8 décembre 2018 | St-Pryvé St-Hilaire FC (N2)          | 3 - 2   | ES Troyes AC (L2)                  |                                               |                                               |
| 18 h CET        | Seidou 44e · Benaries 61e · Seye 81e | (1 - 0) | 77e (pen.) Tinhan · 90+4e Touzghar | Stade du Grand Clos, Saint-Pryvé-Saint-Mesmin | Stade du Grand Clos, Saint-Pryvé-Saint-Mesmin |

- Groupe F

| 8 décembre 2018 | Besançon Football (N3) | 1 - 2   | Tours FC (N)               |                              |                              |
| 18 h CET        | Gueye 54e              | (0 - 0) | 59e N'Nomo · 90+1e Carlier | Stade Léo-Lagrange, Besançon | Stade Léo-Lagrange, Besançon |

| 8 décembre 2018 | FC St-Louis Neuweg (N3) | 0 - 2   | AS Nancy-Lorraine (L2)   |                                    |                                    |
| 17 h CET        |                         | (0 - 2) | 37e Dalé · 45e N'Guessan | Stade de la Frontière, Saint-Louis | Stade de la Frontière, Saint-Louis |

| 8 décembre 2018 | SC Schiltigheim (N2)     | 2 - 1   | ASC Biesheim (N3) |                              |                              |
| 17 h CET        | Gasser 56e · Metzler 88e | (0 - 1) | 6e Fuchs          | Stade de l'Aar, Schiltigheim | Stade de l'Aar, Schiltigheim |

| 8 décembre 2018 | FA Illkirch-Graffenstaden (R1) | 0 - 1   | FC Sochaux-Montbéliard (L2) |                               |                               |
| 17 h CET        |                                | (0 - 0) | 64e Tope                    | Stade municipal, Geispolsheim | Stade municipal, Geispolsheim |

| 9 décembre 2018 | ES Thaon (N3)                        | 3 - 6 a. p. | Valenciennes FC (L2)                                                  |                                      |                                      |
| 15 h CET        | Samba 40e · Colin 47e · Gazagnes 75e | (1 - 3)     | 14e 20e Romil · 17e 98e Privat · 114e Ribeiro Costa · 120e Dos Santos | Stade Robert Sayer, Capavenir Vosges | Stade Robert Sayer, Capavenir Vosges |

| 9 décembre 2018 | Olympique de Strasbourg (R2) | 1 - 0   | SA Épinal (N2) |                                  |                                  |
| 13 h 30 CET     | Sidow 28e                    | (1 - 0) |                | Stade de Cronenbourg, Strasbourg | Stade de Cronenbourg, Strasbourg |

| 8 décembre 2018 | US Raon-l'Étape (N3)      | 2 - 2 3 - 2 t. a. b. | US Lusitanos St-Maur (N2) |                                 |                                 |
| 15 h CET        | Hassidou 30e · Duminy 86e | (1 - 2)              | 38e Diaz · 41e Durbant    | Stade Paul-Gasser, Raon-l'Étape | Stade Paul-Gasser, Raon-l'Étape |
| 15 h CET        | Tirs au but 3 - 2         |                      |                           | Stade Paul-Gasser, Raon-l'Étape | Stade Paul-Gasser, Raon-l'Étape |

### Trente-deuxièmes de finale
Les 44 clubs qualifiés du 8e tour sont rejoints par les 20 clubs de Ligue 1.
À ce stade de la compétition, les Petits Poucets sont les clubs de l’ESC Longueau et l’Olympique de Strasbourg, évoluant en Régional 2 (7e niveau).
Le tirage au sort a lieu le 10 décembre à 20h30 au Salon Nework des Yachts de Paris.
A l'instar des deux précédents tours, les clubs sont répartis en 4 groupes de 16 clubs. Le principal objectif étant d’assurer une répartition égale des clubs des différents niveaux et un regroupement secondaire par zone géographique ; chaque groupe comporte cinq clubs de Ligue 1. Le tirage est effectué par les anciens internationaux français Cédric Carrasso et Sylvain Wiltord ainsi que les anciens joueurs de tennis, Paul-Henri Mathieu et Cédric Pioline.
Les matchs ont lieu du vendredi 4 au lundi 7 janvier 2019.
- Groupe A

| 4 janvier 2019 | FC Nantes (L1)                                      | 4 - 1   | LB Châteauroux (L2) | | |
| 20h55          | Coulibaly 6e · Krhin 37e · Louza 70e · Limbombe 86e | (2 - 1) | 13e Sangante        | Stade de la Beaujoire, Nantes Spectateurs : 10 514 Diffuseur : Eurosport 2 Arbitrage : Jérémy Stinat | Stade de la Beaujoire, Nantes Spectateurs : 10 514 Diffuseur : Eurosport 2 Arbitrage : Jérémy Stinat |

| 5 janvier 2019 | ES Viry-Châtillon (R1) | 1 - 0   | Angers SCO (L1) | | |
| 13h00          | Sacko 51e              | (0 - 0) |                 | Stade Henri Longuet, Viry-Châtillon Spectateurs : 1 363 Diffuseur : Eurosport 2 Arbitrage : François Letexier | Stade Henri Longuet, Viry-Châtillon Spectateurs : 1 363 Diffuseur : Eurosport 2 Arbitrage : François Letexier |

| 5 janvier 2019 | Bergerac Périgord FC (N2)  | 2 - 1   | Chamois niortais FC (L2) | | |
| 15h00          | Bisson 17e · Belbachir 26e | (2 - 1) | 15e Grich                | Stade Gaston-Simounet, Bergerac Spectateurs : 2 800 Diffuseur : Eurosport 2 Arbitrage : Bartolomeu Varela | Stade Gaston-Simounet, Bergerac Spectateurs : 2 800 Diffuseur : Eurosport 2 Arbitrage : Bartolomeu Varela |

| 5 janvier 2019 | Entente SSG (N) | 1 - 0   | Montpellier HSC (L1) | | |
| 15h00          | Géran 90+3e     | (0 - 0) |                      | Stade Michel-Hidalgo, Saint-Gratien Spectateurs : 4 000 Diffuseur : Eurosport 2 Arbitrage : Ruddy Buquet | Stade Michel-Hidalgo, Saint-Gratien Spectateurs : 4 000 Diffuseur : Eurosport 2 Arbitrage : Ruddy Buquet |

| 5 janvier 2019 | US Orléans (L2)                            | 3 - 2 a. p. | Aiglon du Lamentin (R1 Martinique) | | |
| 15h00          | Tell 27e · Perrin 105e · El Khoumisti 113e | (1 - 0)     | 70e Banal · 112e (csc) Renault     | Stade de la Source, Orléans Spectateurs : 4 459 Diffuseur : Eurosport 2 Arbitrage : Faouzi Benchabane | Stade de la Source, Orléans Spectateurs : 4 459 Diffuseur : Eurosport 2 Arbitrage : Faouzi Benchabane |

| 5 janvier 2019 | Red Star FC (L2) | 0 - 1   | SM Caen (L1) | | |
| 18h00          |                  | (0 - 0) | 81e Bammou   | Stade Bauer, Saint-Ouen-sur-Seine Spectateurs : 2 999 Diffuseur : Eurosport 2 Arbitrage : Johan Hamel | Stade Bauer, Saint-Ouen-sur-Seine Spectateurs : 2 999 Diffuseur : Eurosport 2 Arbitrage : Johan Hamel |

| 5 janvier 2019 | Bourges Foot (N3) | 0 - 2   | Olympique lyonnais (L1) | | |
| 20h55          |                   | (0 - 0) | 59e Terrier · 77e Mendy | Stade Jacques-Rimbault, Bourges Spectateurs : 7 000 Diffuseur : Eurosport 2 Arbitrage : Nicolas Rainville | Stade Jacques-Rimbault, Bourges Spectateurs : 7 000 Diffuseur : Eurosport 2 Arbitrage : Nicolas Rainville |

| 6 janvier 2019 | St-Pryvé St-Hilaire FC (N2)  | 3 - 1   | FC Aurillac Arpajon (N3) | | |
| 17h15          | Seidou 2e 29e · Ouattara 43e | (3 - 1) | 15e Jamin                | Stade du Grand Clos, Saint-Pryvé-Saint-Mesmin Spectateurs : 1 000 Diffuseur : Eurosport 2 Arbitrage : Benjamin Lepaysant | Stade du Grand Clos, Saint-Pryvé-Saint-Mesmin Spectateurs : 1 000 Diffuseur : Eurosport 2 Arbitrage : Benjamin Lepaysant |

- Groupe B

| 5 janvier 2019 | IC Croix (N2)               | 2 - 0   | US Raon-l'Étape (N3) | | |
| 13h00          | Mihoubi 85e · Hassani 90+3e | (0 - 0) |                      | Stade Henri Seigneur, Croix Spectateurs : 1 306 Diffuseur : Eurosport 2 Arbitrage : Alexandre Perreau Niel | Stade Henri Seigneur, Croix Spectateurs : 1 306 Diffuseur : Eurosport 2 Arbitrage : Alexandre Perreau Niel |

| 5 janvier 2019 | Amiens SC (L1) | 1 - 0   | Valenciennes FC (L2) |                                                                                                   |                                                                                                   |
| 15h00          | Timite 49e     | (0 - 0) |                      | Stade de la Licorne, Amiens Spectateurs : 4 158 Diffuseur : Eurosport 2 Arbitrage : Benoît Millot | Stade de la Licorne, Amiens Spectateurs : 4 158 Diffuseur : Eurosport 2 Arbitrage : Benoît Millot |

| 5 janvier 2019 | Olympique St-Quentin (N3) | 1 - 2 a. p. | FC Metz (L2)             | | |
| 18h00          | Cambrone 50e              | (0 - 1)     | 45e Cohade · 101e Balliu | Stade Paul Débrésie, Saint-Quentin Spectateurs : 3 844 Diffuseur : Eurosport 2 Arbitrage : Mikaël Lesage | Stade Paul Débrésie, Saint-Quentin Spectateurs : 3 844 Diffuseur : Eurosport 2 Arbitrage : Mikaël Lesage |

| 5 janvier 2019 | SC Schiltigheim (N2) | 1 - 3 | Dijon FCO (L1)                                  | | |
| 18h00          | Genghini 77e (pen.)  |       | 64e Sliti · 72e Kwon Chang-hoon · 90+2e Tavares | Stade de l'Aar, Schiltigheim Spectateurs : 1 604 Diffuseur : Eurosport 2 Arbitrage : Willy Delajod | Stade de l'Aar, Schiltigheim Spectateurs : 1 604 Diffuseur : Eurosport 2 Arbitrage : Willy Delajod |

| 5 janvier 2019 | US Gravelines (R1) | 0 - 3 a. p. | FC Villefranche (N)                            | | |
| 18h00          |                    | (0 - 0)     | 116e Toko Edimo · 120+7e Ndiaye · 120+8e Burel | Stade des Huttes, Gravelines Spectateurs : 1 671 Diffuseur : Eurosport 2 Arbitrage : Bastien Dechepy | Stade des Huttes, Gravelines Spectateurs : 1 671 Diffuseur : Eurosport 2 Arbitrage : Bastien Dechepy |

| 6 janvier 2019 | Olympique de Strasbourg (R2) | 0 - 6   | AS Saint-Étienne (L1)                                                  | | |
| 17h15          |                              | (0 - 2) | 3e 86e Cabella · 9e Perrin · 46e Khazri · 56e Diony · 83e Rocha Santos | Stade de la Meinau, Strasbourg Spectateurs : 6 525 Diffuseur : Eurosport 2 Arbitrage : Stéphanie Frappart | Stade de la Meinau, Strasbourg Spectateurs : 6 525 Diffuseur : Eurosport 2 Arbitrage : Stéphanie Frappart |

| 7 janvier 2019 | LOSC Lille (L1) | 1 - 0   | FC Sochaux-Montbéliard (L2) | | |
| 20h55          | Araújo 40e      | (1 - 0) |                             | Stade Pierre Mauroy, Villeneuve-d'Ascq Spectateurs : 12 000 Diffuseur : Eurosport 2 Arbitrage : Florent Batta | Stade Pierre Mauroy, Villeneuve-d'Ascq Spectateurs : 12 000 Diffuseur : Eurosport 2 Arbitrage : Florent Batta |

| 16 janvier 2019 | Grenoble Foot (L2) | 0 - 1 a. p. | RC Strasbourg Alsace (L1) |                                                                                                  |                                                                                                  |
| 19h15           |                    | (0 - 0)     | 98e Zohi                  | Stade des Alpes, Grenoble Spectateurs : 7 553 Diffuseur : Eurosport 2 Arbitrage : Thomas Léonard | Stade des Alpes, Grenoble Spectateurs : 7 553 Diffuseur : Eurosport 2 Arbitrage : Thomas Léonard |

- Groupe C

| 5 janvier 2019 | Marignane Gignac FC (N)    | 1 - 1 3 - 0 t. a. b. | Clermont Foot (L2)      | | |
| 13h00          | Barka 62e                  | (0 - 1)              | 45+3e Honorat           | Stade Saint-Exupery, Marignane Spectateurs : 1 700 Diffuseur : Eurosport 2 Arbitrage : Pierre Gaillouste | Stade Saint-Exupery, Marignane Spectateurs : 1 700 Diffuseur : Eurosport 2 Arbitrage : Pierre Gaillouste |
| 13h00          | Civet · Assoumin · Parpeix | Tirs au but 3 - 0    | Ayé · N'Simba · N'Diaye | Stade Saint-Exupery, Marignane Spectateurs : 1 700 Diffuseur : Eurosport 2 Arbitrage : Pierre Gaillouste | Stade Saint-Exupery, Marignane Spectateurs : 1 700 Diffuseur : Eurosport 2 Arbitrage : Pierre Gaillouste |

| 5 janvier 2019 | Le Puy Foot 43 (N2) | 0 - 1   | AS Nancy-Lorraine (L2) | | |
| 15h00          |                     | (0 - 1) | 16e Moimbé             | Stade Louis-Exbrayat, Brives-Charensac Spectateurs : 1 700 Diffuseur : Eurosport 2 Arbitrage : Sylvain Palhies | Stade Louis-Exbrayat, Brives-Charensac Spectateurs : 1 700 Diffuseur : Eurosport 2 Arbitrage : Sylvain Palhies |

| 5 janvier 2019 | Lyon Duchère AS (N)                     | 3 - 0   | Nîmes Olympique (L1) |                                                                                               |                                                                                               |
| 15h00          | Mendes 14e · Julienne 80e · Ezikian 88e | (1 - 0) |                      | Stade de Balmont, Lyon Spectateurs : 2 000 Diffuseur : Eurosport 2 Arbitrage : Clément Turpin | Stade de Balmont, Lyon Spectateurs : 2 000 Diffuseur : Eurosport 2 Arbitrage : Clément Turpin |

| 5 janvier 2019 | FC Sète 34 (N2) | 1 - 0   | FC Limonest St-Didier (N3) |                                                                                                |                                                                                                |
| 18h00          | Diaby 80e       | (0 - 0) |                            | Stade Louis-Michel, Sète Spectateurs : 1 300 Diffuseur : Eurosport 2 Arbitrage : Olivier Thual | Stade Louis-Michel, Sète Spectateurs : 1 300 Diffuseur : Eurosport 2 Arbitrage : Olivier Thual |

| 6 janvier 2019 | ASF Andrézieux-Bouthéon (N2) | 2 - 0   | Olympique de Marseille (L1) | | |
| 14h15          | Ngwabije 17e · Milla 82e     | (1 - 0) |                             | Stade Geoffroy-Guichard, Saint-Étienne Spectateurs : 10 000 Diffuseur : France 3, Eurosport 2 Arbitrage : Eric Wattellier | Stade Geoffroy-Guichard, Saint-Étienne Spectateurs : 10 000 Diffuseur : France 3, Eurosport 2 Arbitrage : Eric Wattellier |

| 6 janvier 2019 | Canet RFC (N3) | 0 - 1   | AS Monaco (L1) | | |
| 14h15          |                | (0 - 1) | 2e Sylla       | Stade Gilbert-Brutus, Perpignan Spectateurs : 10 000 Diffuseur : France 3 Régions Arbitrage : Hakim Ben El Hadj | Stade Gilbert-Brutus, Perpignan Spectateurs : 10 000 Diffuseur : France 3 Régions Arbitrage : Hakim Ben El Hadj |

| 6 janvier 2019 | Toulouse FC (L1)                                    | 4 - 1   | OGC Nice (L1) | | |
| 17h15          | Diakité 40e · Gradel 45e · Dossevi 68e · García 85e | (2 - 0) | 47e Sacko     | Stadium de Toulouse, Toulouse Spectateurs : 7 979 Diffuseur : Eurosport 2 Arbitrage : Amaury Delerue | Stadium de Toulouse, Toulouse Spectateurs : 7 979 Diffuseur : Eurosport 2 Arbitrage : Amaury Delerue |

| 6 janvier 2019 | Noisy-le-Grand FC (R1)       | 2 - 1   | GFC Ajaccio (L2) | | |
| 17h15          | N'Doye 4e (csc) · Issaad 43e | (2 - 1) | 16e Blayac       | Stade Léo Lagrange, Bonneuil-sur-Marne Spectateurs : 3 500 Diffuseur : Eurosport 2 Arbitrage : Mehdi Mokhtari | Stade Léo Lagrange, Bonneuil-sur-Marne Spectateurs : 3 500 Diffuseur : Eurosport 2 Arbitrage : Mehdi Mokhtari |

- Groupe D

| 5 janvier 2019 | SC Bastia (N3)                                              | 2 - 2 5 - 4 t. a. b. | US Concarneau (N)                                                 |                                                                                                 |                                                                                                 |
| 13h00          | Moretti 39e · Poggi 90+5e                                   | (1 - 1)              | 21e Toupin · 48e Gégousse                                         | Stade Armand-Cesari, Furiani Spectateurs : 3 622 Diffuseur : Eurosport 2 Arbitrage : Karim Abed | Stade Armand-Cesari, Furiani Spectateurs : 3 622 Diffuseur : Eurosport 2 Arbitrage : Karim Abed |
| 13h00          | Salis · Coulibaly · Guibert · Mesbah · Santelli · Bocognano | Tirs au but 5 - 4    | Le Joncour · Gégousse · Fleury · Lagadec · Guillou · Salem-Ngabou | Stade Armand-Cesari, Furiani Spectateurs : 3 622 Diffuseur : Eurosport 2 Arbitrage : Karim Abed | Stade Armand-Cesari, Furiani Spectateurs : 3 622 Diffuseur : Eurosport 2 Arbitrage : Karim Abed |

| 5 janvier 2019 | Tours FC (N)  | 1 - 2   | Vendée Les Herbiers (N2) | | |
| 13h00          | Boupendza 47e | (0 - 1) | 6e 55e Pouye             | Stade de la Vallée du Cher, Tours Spectateurs : 2 009 Diffuseur : Eurosport 2 Arbitrage : Aurélien Petit | Stade de la Vallée du Cher, Tours Spectateurs : 2 009 Diffuseur : Eurosport 2 Arbitrage : Aurélien Petit |

| 5 janvier 2019 | Stade Pontivyen (N3)           | 2 - 4   | EA Guingamp (L1)                         | | |
| 15h00          | Marec 6e · Le Sauce 55e (pen.) | (1 - 2) | 16e Ngbakoto · 18e Roux · 64e 68e Thuram | Stade du Roudourou, Guingamp Spectateurs : 7 900 Diffuseur : Eurosport 2 Arbitrage : Yohann Rouinsard | Stade du Roudourou, Guingamp Spectateurs : 7 900 Diffuseur : Eurosport 2 Arbitrage : Yohann Rouinsard |

| 6 janvier 2019 | Stade de Reims (L1)           | 2 - 0   | RC Lens (L2) | | |
| 14h15          | Oudin 32e · Cafaro 36e (pen.) | (2 - 0) |              | Stade Auguste-Delaune, Reims Spectateurs : 8 232 Diffuseur : France 3 Régions Arbitrage : Frank Schneider | Stade Auguste-Delaune, Reims Spectateurs : 8 232 Diffuseur : France 3 Régions Arbitrage : Frank Schneider |

| 6 janvier 2019 | Stade rennais FC (L1)                                                     | 2 - 2 5 - 4 t. a. b. | Stade brestois (L2)                                             |                                                                                                   |                                                                                                   |
| 14h15          | Hunou 41e · Sarr 49e                                                      | (1 - 2)              | 24e 40e Charbonnier                                             | Roazhon Park, Rennes Spectateurs : 12 544 Diffuseur : France 3 Régions Arbitrage : Antony Gautier | Roazhon Park, Rennes Spectateurs : 12 544 Diffuseur : France 3 Régions Arbitrage : Antony Gautier |
| 14h15          | Poha · Del Castillo · Bourigeaud · Sarr · Siebatcheu · Da Silva · Zeffane | Tirs au but 5 - 4    | Chardonnet · Belkebla · Ayasse · Diallo · Butin · Court · Weber | Roazhon Park, Rennes Spectateurs : 12 544 Diffuseur : France 3 Régions Arbitrage : Antony Gautier | Roazhon Park, Rennes Spectateurs : 12 544 Diffuseur : France 3 Régions Arbitrage : Antony Gautier |

| 6 janvier 2019 | ESC Longueau (R2)           | 0 - 0 1 - 4 t. a. b. | AS Vitré (N2)                       |                                                                                                   |                                                                                                   |
| 17h15          |                             | (0 - 0)              |                                     | Stade Moulonguet, Amiens Spectateurs : 2 500 Diffuseur : Eurosport 2 Arbitrage : Romain Lissorgue | Stade Moulonguet, Amiens Spectateurs : 2 500 Diffuseur : Eurosport 2 Arbitrage : Romain Lissorgue |
| 17h15          | Roussel · Lemaire · Bourdet | Tirs au but 1 - 4    | Sorin · Gueguen · Lebacle · Laurent | Stade Moulonguet, Amiens Spectateurs : 2 500 Diffuseur : Eurosport 2 Arbitrage : Romain Lissorgue | Stade Moulonguet, Amiens Spectateurs : 2 500 Diffuseur : Eurosport 2 Arbitrage : Romain Lissorgue |

| 6 janvier 2019 | Girondins de Bordeaux (L1) | 0 - 1   | Le Havre AC (L2) | | |
| 17h15          |                            | (0 - 0) | 48e Assifuah     | Matmut Atlantique, Bordeaux Spectateurs : 8 797 Diffuseur : Eurosport 2 Arbitrage : Jérôme Brisard | Matmut Atlantique, Bordeaux Spectateurs : 8 797 Diffuseur : Eurosport 2 Arbitrage : Jérôme Brisard |

| 6 janvier 2019 | GSI Pontivy (N3) | 0 - 4   | Paris Saint-Germain (L1)                                      |                                                                                                   |                                                                                                   |
| 20h45          |                  | (0 - 1) | 24e (csc) Jule · 71e Neymar · 77e (pen.) Mbappé · 87e Draxler | Stade du Moustoir, Lorient Spectateurs : 14 201 Diffuseur : Eurosport 2 Arbitrage : William Lavis | Stade du Moustoir, Lorient Spectateurs : 14 201 Diffuseur : Eurosport 2 Arbitrage : William Lavis |

### Seizièmes de finale
À ce stade de la compétition, les Petits Poucets sont les clubs de Noisy-le-Grand FC et de l'ES Viry-Châtillon, évoluant en Régional 1 (6e niveau).
Le tirage au sort a lieu le lundi 7 janvier au stade Pierre-Mauroy, juste avant la dernière rencontre des 32es de finale : LOSC Lille - FC Sochaux-Montbéliard.
Les rencontres ont lieu les mardi 22, mercredi 23 et jeudi 24 janvier 2019.
| 22 janvier 2019 | AS Nancy-Lorraine (L2) | 1 - 2 a. p. | EA Guingamp (L1)              | | |
| 18 h 30 CET     | Ngom 68e               | (0 - 1)     | 29e Rodelin · 102e Djilobodji | Stade Marcel-Picot, Tomblaine Spectateurs : 3 000 Diffuseur : Eurosport 2 Arbitrage : Ruddy Buquet | Stade Marcel-Picot, Tomblaine Spectateurs : 3 000 Diffuseur : Eurosport 2 Arbitrage : Ruddy Buquet |

| 22 janvier 2019 | FC Villefranche (N)     | 2 - 0   | Vendée Les Herbiers (N2) |                                                                                                 |                                                                                                 |
| 18 h 30 CET     | Toko 64e · Labeau 90+4e | (0 - 0) |                          | Stade Armand Chouffet, Villefranche-sur-Saône Diffuseur : Eurosport 2 Arbitrage : William Lavis | Stade Armand Chouffet, Villefranche-sur-Saône Diffuseur : Eurosport 2 Arbitrage : William Lavis |

| 22 janvier 2019 | ASF Andrézieux-Bouthéon (N2) | 1 - 2   | Lyon Duchère AS (N) | | |
| 18 h 30 CET     | Leonil 16e                   | (1 - 0) | 51e 64e Julienne    | Envol Stadium, Andrézieux-Bouthéon Spectateurs : 4 196 Diffuseur : Eurosport 2 Arbitrage : Florent Batta | Envol Stadium, Andrézieux-Bouthéon Spectateurs : 4 196 Diffuseur : Eurosport 2 Arbitrage : Florent Batta |

| 22 janvier 2019 | Toulouse FC (L1)                                | 4 - 4 4 - 3 t. a. b. | Stade de Reims (L1)                                 | | |
| 18 h 30 CET     | Iseka 45e 83e · García 69e · Gradel 120e (pen.) | (1 - 0)              | 48e Dia · 78e Oudin · 88e Chavalerin · 109e Cafaro  | Stadium de Toulouse, Toulouse Spectateurs : 6 652 Diffuseur : Eurosport 2 Arbitrage : Clément Turpin | Stadium de Toulouse, Toulouse Spectateurs : 6 652 Diffuseur : Eurosport 2 Arbitrage : Clément Turpin |
| 18 h 30 CET     | Dossevi · Sylla · Mubele · Leya Iseka · Gradel  | Tirs au but 4 - 3    | Chavarría · Chavalerin · Fontaine · Nbemba · Cafaro | Stadium de Toulouse, Toulouse Spectateurs : 6 652 Diffuseur : Eurosport 2 Arbitrage : Clément Turpin | Stadium de Toulouse, Toulouse Spectateurs : 6 652 Diffuseur : Eurosport 2 Arbitrage : Clément Turpin |

| 22 janvier 2019 | FC Sète 34 (N2) | 0 - 1   | LOSC Lille (L1) |                                                                                             |                                                                                             |
| 20 h 55 CET     |                 | (0 - 0) | 49e Bamba       | Stade Louis-Michel, Sète Spectateurs : 6 000 Diffuseur : Eurosport 2 Arbitrage : Karim Abed | Stade Louis-Michel, Sète Spectateurs : 6 000 Diffuseur : Eurosport 2 Arbitrage : Karim Abed |

| 22 janvier 2019 | AS Monaco (L1) | 1 - 3   | FC Metz (L2)                     |                                                                                             |                                                                                             |
| 20 h 55 CET     | Falcao 39e     | (1 - 1) | 32e Hein · 63e Gakpa · 74e Niane | Stade Louis-II, Monaco Spectateurs : 600 Diffuseur : Eurosport 2 Arbitrage : Antony Gautier | Stade Louis-II, Monaco Spectateurs : 600 Diffuseur : Eurosport 2 Arbitrage : Antony Gautier |

| 23 janvier 2019 | ES Viry-Châtillon (R1) | 0 - 6   | SM Caen (L1)                                                             | | |
| 18 h 30 CET     |                        | (0 - 3) | 5e Bammou · 13e 30e Khaoui · 79e Tchokounté · 88e Mbengue · 90e Mouaddib | Stade Henri Longuet, Viry-Châtillon Spectateurs : 3 000 Diffuseur : Eurosport 2 Arbitrage : Bartolomeu Varela | Stade Henri Longuet, Viry-Châtillon Spectateurs : 3 000 Diffuseur : Eurosport 2 Arbitrage : Bartolomeu Varela |

| 23 janvier 2019 | AS Saint-Étienne (L1)                     | 3 - 6   | Dijon FCO (L1)                                            | | |
| 18 h 30 CET     | Diony 14e · Berić 60e · Monnet-Paquet 65e | (1 - 2) | 11e 28e 51e Sliti · 47e Keita · 53e Tavares · 90+3e Marié | Stade Geoffroy-Guichard, Saint-Étienne Spectateurs : 8 785 Diffuseur : Eurosport 2 Arbitrage : François Letexier | Stade Geoffroy-Guichard, Saint-Étienne Spectateurs : 8 785 Diffuseur : Eurosport 2 Arbitrage : François Letexier |

| 23 janvier 2019 | St-Pryvé St-Hilaire FC (N2) | 0 - 2   | Stade rennais FC (L1)      |                                                                                                   |                                                                                                   |
| 18 h 30 CET     |                             | (0 - 1) | 39e Siebatcheu · 51e Hunou | Stade de la Source, Orléans Spectateurs : 3 805 Diffuseur : Eurosport 2 Arbitrage : Benoît Millot | Stade de la Source, Orléans Spectateurs : 3 805 Diffuseur : Eurosport 2 Arbitrage : Benoît Millot |

| 23 janvier 2019 | Bergerac Périgord FC (N2) | 2 - 3 a. p. | US Orléans (L2)                      | | |
| 18 h 30 CET     | Pinto 89e · Gómez 90+4e   | (0 - 0)     | 51e Lopy · 77e Perrin · 99e d'Arpino | Stade Gaston-Simounet, Bergerac Spectateurs : 3 000 Diffuseur : Eurosport 2 Arbitrage : Yohann Rouinsard | Stade Gaston-Simounet, Bergerac Spectateurs : 3 000 Diffuseur : Eurosport 2 Arbitrage : Yohann Rouinsard |

| 23 janvier 2019 | Marignane Gignac FC (N)                         | 0 - 0 3 - 4 t. a. b. | IC Croix (N2)                                      | | |
| 18 h 30 CET     |                                                 | (0 - 0)              |                                                    | Stade Saint-Exupery, Marignane Spectateurs : 1 205 Diffuseur : Eurosport 2 Arbitrage : Eric Wattellier | Stade Saint-Exupery, Marignane Spectateurs : 1 205 Diffuseur : Eurosport 2 Arbitrage : Eric Wattellier |
| 18 h 30 CET     | Akeb-daoud · Mallet · Parpeix · Sagoua · Djacko | Tirs au but 3 - 4    | Zmijak · Obino · De Parmentier · Derville · Betina | Stade Saint-Exupery, Marignane Spectateurs : 1 205 Diffuseur : Eurosport 2 Arbitrage : Eric Wattellier | Stade Saint-Exupery, Marignane Spectateurs : 1 205 Diffuseur : Eurosport 2 Arbitrage : Eric Wattellier |

| 23 janvier 2019 | Paris Saint-Germain (L1) | 2 - 0   | RC Strasbourg Alsace (L1) | | |
| 21 h 0 CET      | Cavani 4e · Di María 80e | (1 - 0) |                           | Parc des Princes, Paris Spectateurs : 38 403 Diffuseur : Eurosport 2, France 3 Arbitrage : Johan Hamel | Parc des Princes, Paris Spectateurs : 38 403 Diffuseur : Eurosport 2, France 3 Arbitrage : Johan Hamel |

| 24 janvier 2019 | AS Vitré (N2)                      | 3 - 0   | Le Havre AC (L2) |                                                                                              |                                                                                              |
| 18 h 0 CET      | Lebacle 34e · Sorin 48e · Elaz 57e | (1 - 0) |                  | Stade municipal, Vitré Spectateurs : 3 000 Diffuseur : Eurosport 2 Arbitrage : Willy Delajod | Stade municipal, Vitré Spectateurs : 3 000 Diffuseur : Eurosport 2 Arbitrage : Willy Delajod |

| 24 janvier 2019 | SC Bastia (N3)           | 2 - 1   | Noisy-le-Grand FC (R1) |                                                                                              |                                                                                              |
| 18 h 0 CET      | Moretti 36e · Mesbah 45e | (2 - 0) | 90+2e Yao              | Stade Armand-Cesari, Furiani Diffuseur : France 3, Eurosport 2 Arbitrage : Hakim Ben El Hadj | Stade Armand-Cesari, Furiani Diffuseur : France 3, Eurosport 2 Arbitrage : Hakim Ben El Hadj |

| 24 janvier 2019 | Amiens SC (L1) | 0 - 2   | Olympique lyonnais (L1)  | | |
| 21 h 0 CET      |                | (0 - 2) | 28e Dembélé · 35e Dubois | Stade de la Licorne, Amiens Spectateurs : 6 647 Diffuseur : Eurosport 2 Arbitrage : Jérôme Brisard | Stade de la Licorne, Amiens Spectateurs : 6 647 Diffuseur : Eurosport 2 Arbitrage : Jérôme Brisard |

| 2 février 2019 | Entente SSG (N) | 0 - 1   | FC Nantes (L1) | | |
| 16 h 30 CET    |                 | (0 - 0) | 73e Coulibaly  | Stade Michel-Hidalgo, Saint-Gratien Spectateurs : 5 000 Diffuseur : Eurosport 2 Arbitrage : Mikaël Lesage | Stade Michel-Hidalgo, Saint-Gratien Spectateurs : 5 000 Diffuseur : Eurosport 2 Arbitrage : Mikaël Lesage |

### Huitièmes de finale
À ce stade de la compétition, le Petit Poucet est le SC Bastia, évoluant en National 3 (5e niveau).
Le tirage au sort a lieu le jeudi 24 janvier au stade de la Licorne, juste avant la dernière rencontre des 16es de finale : Amiens SC - Olympique lyonnais.
Les rencontres ont lieu les mardi 5 et mercredi 6 février 2019.
| Mardi 5 février | IC Croix (N2) | 0 - 3   | Dijon FCO (L1)                               | Stade Henri Seigneur, Croix                                           |                                                                       |
| 18 h 30 CET     |               | (0 - 2) | 6e (pen.) Tavares · 27e Balmont · 90+3e Saïd | Spectateurs : 2 400 Diffuseur : Eurosport 2 Arbitrage : Olivier Thual | Spectateurs : 2 400 Diffuseur : Eurosport 2 Arbitrage : Olivier Thual |

| Mardi 5 février | FC Metz (L2) | 0 - 1   | US Orléans (L2)     | Stade Saint-Symphorien, Metz                                              |                                                                           |
| 18 h 30 CET     |              | (0 - 1) | 20e (pen.) Lecœuche | Spectateurs : 3 563 Diffuseur : Eurosport 2 Arbitrage : Hakim Ben El Hadj | Spectateurs : 3 563 Diffuseur : Eurosport 2 Arbitrage : Hakim Ben El Hadj |

| Mardi 5 février | FC Nantes (L1)              | 2 - 0   | Toulouse FC (L1) | Stade de la Beaujoire, Nantes                                              |                                                                            |
| 18 h 30 CET     | Coulibaly 8e · Limbombe 41e | (2 - 0) |                  | Spectateurs : 9 141 Diffuseur : Eurosport 2 Arbitrage : Jérôme Miguelgorry | Spectateurs : 9 141 Diffuseur : Eurosport 2 Arbitrage : Jérôme Miguelgorry |

| Mardi 5 février | SC Bastia (N3)                         | 2 - 2             | SM Caen (L1)                                 | Stade Armand-Cesari, Furiani                                            |                                                                         |
| 21 h 0 CET      | Poggi 70e · Santelli 117e              | (0 - 1)           | 4e Tchokounté · 94e Ninga                    | Spectateurs : 10 000 Diffuseur : Eurosport 2 Arbitrage : Benoît Bastien | Spectateurs : 10 000 Diffuseur : Eurosport 2 Arbitrage : Benoît Bastien |
| 21 h 0 CET      | Guibert · Coulibaly · Schur · Kifouéti | Tirs au but 3 - 5 | Fajr · Djiku · Diomandé · Ninga · Tchokounté | Spectateurs : 10 000 Diffuseur : Eurosport 2 Arbitrage : Benoît Bastien | Spectateurs : 10 000 Diffuseur : Eurosport 2 Arbitrage : Benoît Bastien |

| Mercredi 6 février | FC Villefranche (N) | 0 - 3 a. p. | Paris Saint-Germain (L1)                | Parc Olympique lyonnais, Décines-Charpieu                               |                                                                         |
| 18 h 30 CET        |                     | (0 - 0)     | 102e Draxler · 113e Diaby · 119e Cavani | Spectateurs : 22 858 Diffuseur : Eurosport 2 Arbitrage : Antony Gautier | Spectateurs : 22 858 Diffuseur : Eurosport 2 Arbitrage : Antony Gautier |

| Mercredi 6 février | AS Vitré (N2)                                 | 3 - 2   | Lyon Duchère AS (N) | Stade municipal, Vitré                                                 |                                                                        |
| 18 h 30 CET        | Gros 32e · Le Borgne 42e · Laurent 94e (pen.) | (2 - 2) | 8e 22e Rivas        | Spectateurs : 3 400 Diffuseur : Eurosport 2 Arbitrage : Amaury Delerue | Spectateurs : 3 400 Diffuseur : Eurosport 2 Arbitrage : Amaury Delerue |

| Mercredi 6 février | Stade rennais FC (L1) | 2 - 1   | LOSC Lille (L1) | Roazhon Park, Rennes                                               |                                                                    |
| 21 h 5 CET         | Siebatcheu 74e 90+1e  | (0 - 0) | 65e Pépé        | Spectateurs : 7 228 Diffuseur : France 3 Arbitrage : Mikaël Lesage | Spectateurs : 7 228 Diffuseur : France 3 Arbitrage : Mikaël Lesage |

| Jeudi 7 février | EA Guingamp (L1) | 1 - 2   | Olympique lyonnais (L1) | Stade de Roudourou, Guingamp                                            |                                                                         |
| 21 h 0 CET      | Mendy 88e        | (0 - 1) | 7e Dembélé · 49e Cornet | Spectateurs : 8 768 Diffuseur : Eurosport 2 Arbitrage : Frank Schneider | Spectateurs : 8 768 Diffuseur : Eurosport 2 Arbitrage : Frank Schneider |

### Quarts de finale
À ce stade de la compétition, le Petit Poucet est le club de l'AS Vitré, évoluant en National 2 (4e niveau).
Le tirage au sort a lieu le mercredi 6 février au Roazhon Park, juste après la rencontre des 8es de finale : Stade rennais FC - LOSC Lille.

Les rencontres ont lieu les mardi 26, mercredi 27 et mercredi 6 mars 2019.
| Mardi 26 février | Paris Saint-Germain (L1)      | 3 - 0   | Dijon FCO (L1) | Parc des Princes, Paris                                               |                                                                       |
| 21 h 10          | Di María 8e 26e · Meunier 77e | (2 - 0) |                | Spectateurs : 43 000 Diffuseur : France 2 Arbitrage : Frank Schneider | Spectateurs : 43 000 Diffuseur : France 2 Arbitrage : Frank Schneider |

| Mercredi 27 février | Stade rennais FC (L1)      | 2 - 0   | US Orléans (L2) | Roazhon Park, Rennes                                                   |                                                                        |
| 18 h 30             | Bourigeaud 65e · Niang 71e | (0 - 0) |                 | Spectateurs : 9 357 Diffuseur : Eurosport 2 Arbitrage : Amaury Delerue | Spectateurs : 9 357 Diffuseur : Eurosport 2 Arbitrage : Amaury Delerue |

| Mercredi 27 février | Olympique lyonnais (L1)              | 3 - 1   | SM Caen (L1) | Parc Olympique lyonnais, Décines-Charpieu                             |                                                                       |
| 21 h 00             | Denayer 26e · Cornet 49e · Depay 84e | (1 - 0) | 78e Ninga    | Spectateurs : 27 493 Diffuseur : Eurosport 2 Arbitrage : Ruddy Buquet | Spectateurs : 27 493 Diffuseur : Eurosport 2 Arbitrage : Ruddy Buquet |

| Mercredi 6 mars | AS Vitré (N2) | 0 - 2   | FC Nantes (L1)            | Stade Francis-Le-Basser, Laval                                      |                                                                     |
| 18 h 30         |               | (0 - 2) | 25e Boschilia · 44e Mance | Spectateurs : 11 086 Diffuseur : Eurosport 2 Arbitrage : Karim Abed | Spectateurs : 11 086 Diffuseur : Eurosport 2 Arbitrage : Karim Abed |

### Demi-finale
Le tirage au sort a lieu le jeudi 28 février.
Les rencontres ont lieu le mardi 2 et mercredi 3 avril 2019.
| Mardi 2 avril | Olympique lyonnais (L1)         | 2 - 3   | Stade rennais FC (L1)                  | Parc Olympique lyonnais, Décines-Charpieu                                         |                                                                                   |
| 21 h 10       | Traoré 47e · Dembélé 76e (pen.) | (0 - 1) | 40e Niang · 55e André · 81e Bensebaini | Spectateurs : 47 195 Diffuseur : France 2, Eurosport 2 Arbitrage : Benoît Bastien | Spectateurs : 47 195 Diffuseur : France 2, Eurosport 2 Arbitrage : Benoît Bastien |

| Mercredi 3 avril | Paris Saint-Germain (L1)                       | 3 - 0   | FC Nantes (L1) | Parc des Princes, Paris                                                    |                                                                            |
| 21 h 00          | Verratti 29e · Mbappé 85e (pen.) · Alves 90+2e | (1 - 0) |                | Spectateurs : 45 000 Diffuseur : Eurosport 2 Arbitrage : François Letexier | Spectateurs : 45 000 Diffuseur : Eurosport 2 Arbitrage : François Letexier |

### Finale
La finale se dispute le samedi 27 avril à 21 heures au Stade de France à Saint-Denis. Les Parisiens, vainqueurs des quatre dernières éditions et déjà vainqueur du championnat plusieurs journées avant la fin, apparaissent comme les grands favoris. Ils ouvrent le score à la 13e minute, Alves reprenant de volée à l'entrée de la surface de réparation un corner de Neymar. Les Parisiens doublent le score à la 21e minute à la suite d'une contre-attaque lancée par Alves qui intercepte une passe mal ajustée de Ben Arfa, Ángel Di María lance bien Neymar dans le dos des défenseurs qui lobe le gardien rennais Tomáš Koubek. À la 40e minute, les Rennais reviennent au score, le défenseur parisien  Kimpembe détournant dans son but un centre d'Hamari Traoré, faisant encaisser à son équipe son premier but de la compétition. En seconde mi-temps, Rennes égalise à la 68e minute sur un corner tiré par Grenier et repris de la tête au premier poteau par le défenseur rennais Mexer. Les deux équipes étant à égalité après le temps réglementaire, une prolongation est disputée sans qu'aucune équipe ne marque, Mbappé touchant le poteau sur une attaque parisienne à la 99e minute. Il est expulsé à la 118e minute à la suite d'un geste dangereux sur le défenseur rennais Da Silva. Lors de la séance de tirs au but, les cinq tireurs de chaque équipe réussissent leur tir, les tirs supplémentaires débutent. Le Rennais Sarr réussit son tir, tandis que le Parisien Nkunku frappe au dessus de la barre transversale. Rennes remporte la Coupe de France, son premier trophée depuis 48 ans et la victoire en coupe de France en 1971. 
| Rennes ·       |                     |      |
| Titulaires :   |                     |      |
|                |                     |      |
| 40             | Tomáš Koubek        |      |
| 15             | Ramy Bensebaini     |      |
| 04             | Mexer               |      |
| 03             | Damien Da Silva     |      |
| 27             | Hamari Traoré       |      |
| 14             | Benjamin Bourigeaud | 106e |
| 08             | Clément Grenier     |      |
| 21             | Benjamin André      |      |
| 07             | Ismaïla Sarr        |      |
| 18             | Hatem Ben Arfa      |      |
| 11             | M'Baye Niang        |      |
|                |                     |      |
| Remplaçants :  |                     |      |
| 16             | Abdoulaye Diallo    |      |
| 02             | Mehdi Zeffane       |      |
| 06             | Jakob Johansson     |      |
| 12             | James Léa Siliki    | 106e |
| 22             | Romain Del Castillo |      |
| 23             | Adrien Hunou        |      |
| 26             | Jérémy Gélin        |      |
|                |                     |      |
| Entraîneur :   |                     |      |
| Julien Stéphan |                     |      |

| Paris ·       |                          |             |
| Titulaires :  |                          |             |
|               |                          |             |
| 16            | Alphonse Areola          |             |
| 14            | Juan Bernat              |             |
| 03            | Presnel Kimpembe         |             |
| 05            | Marquinhos               |             |
| 31            | Colin Dagba              | 106e        |
| 23            | Julian Draxler           | 91e         |
| 06            | Marco Verratti           |             |
| 13            | Dani Alves               |             |
| 10            | Neymar                   |             |
| 07            | Kylian Mbappé            |             |
| 11            | Ángel Di María           | 75e         |
|               |                          |             |
| Remplaçants : |                          |             |
| 01            | Gianluigi Buffon         |             |
| 08            | Leandro Paredes          | 75e         |
| 09            | Edinson Cavani           | 91e         |
| 17            | Eric Maxim Choupo-Moting |             |
| 20            | Layvin Kurzawa           |             |
| 24            | Christopher Nkunku       | 120+1e      |
| 27            | Moussa Diaby             | 106e 120+1e |
|               |                          |             |
| Entraîneur :  |                          |             |
| Thomas Tuchel |                          |             |

| Rennes ·       |                     |      |
| Titulaires :   |                     |      |
|                |                     |      |
| 40             | Tomáš Koubek        |      |
| 15             | Ramy Bensebaini     |      |
| 04             | Mexer               |      |
| 03             | Damien Da Silva     |      |
| 27             | Hamari Traoré       |      |
| 14             | Benjamin Bourigeaud | 106e |
| 08             | Clément Grenier     |      |
| 21             | Benjamin André      |      |
| 07             | Ismaïla Sarr        |      |
| 18             | Hatem Ben Arfa      |      |
| 11             | M'Baye Niang        |      |
|                |                     |      |
| Remplaçants :  |                     |      |
| 16             | Abdoulaye Diallo    |      |
| 02             | Mehdi Zeffane       |      |
| 06             | Jakob Johansson     |      |
| 12             | James Léa Siliki    | 106e |
| 22             | Romain Del Castillo |      |
| 23             | Adrien Hunou        |      |
| 26             | Jérémy Gélin        |      |
|                |                     |      |
| Entraîneur :   |                     |      |
| Julien Stéphan |                     |      |

| Paris ·       |                          |             |
| Titulaires :  |                          |             |
|               |                          |             |
| 16            | Alphonse Areola          |             |
| 14            | Juan Bernat              |             |
| 03            | Presnel Kimpembe         |             |
| 05            | Marquinhos               |             |
| 31            | Colin Dagba              | 106e        |
| 23            | Julian Draxler           | 91e         |
| 06            | Marco Verratti           |             |
| 13            | Dani Alves               |             |
| 10            | Neymar                   |             |
| 07            | Kylian Mbappé            |             |
| 11            | Ángel Di María           | 75e         |
|               |                          |             |
| Remplaçants : |                          |             |
| 01            | Gianluigi Buffon         |             |
| 08            | Leandro Paredes          | 75e         |
| 09            | Edinson Cavani           | 91e         |
| 17            | Eric Maxim Choupo-Moting |             |
| 20            | Layvin Kurzawa           |             |
| 24            | Christopher Nkunku       | 120+1e      |
| 27            | Moussa Diaby             | 106e 120+1e |
|               |                          |             |
| Entraîneur :  |                          |             |
| Thomas Tuchel |                          |             |

## Synthèse

### Localisation des clubs engagés pour la phase finale
Olympique lyonnais

 Lyon Duchère
 GSI Pontivy

 Stade Pontivyen
 RC Strasbourg

 Olympique de Strasbourg
| [[Fichier:Ile-de-France_region_location_map.svg\|300px\|{{#if:\|{{{alt}}}\|Coupe de France de football 2018-2019 est dans la page Île-de-France.]]Paris SG Red Star FC Entente SSG ES Viry-Châtillon Noisy-le-Grand FC Localisation des clubs d'Île-de-France | [[Fichier:Martinique_department_location_map.svg\|200px\|{{#if:\|{{{alt}}}\|Coupe de France de football 2018-2019 est dans la page Martinique.]]Aiglon du Lamentin Localisation du club d'outre-mer |

| Légende 32es de finale 16es de finale 8es de finale Quarts de finale Demi-finales Finaliste Vainqueur |

### Tableau final
|  | 32e de finale                   | 32e de finale                      | 32e de finale                  |                                 |                                 | 16e de finale               | 16e de finale                   | 16e de finale       |   |                        | 8e de finale          | 8e de finale           | 8e de finale          |   |                                 | Quarts de finale        | Quarts de finale                | Quarts de finale         |   |  | Demi-finales           | Demi-finales          | Demi-finales |  |  | Finale                 | Finale                   | Finale |
|  |                                 |                                    |                                |                                 |                                 |                             |                                 |                     |   |                        |                       |                        |                       |   |                                 |                         |                                 |                          |   |  |                        |                       |              |  |  |                        |                          |        |
|  | Drapeau du Auvergne-Rhône-Alpes | Le Puy Foot 43 (N2)                | 0                              |                                 |                                 |                             |                                 |                     |   |                        |                       |                        |                       |   |                                 |                         |                                 |                          |   |  |                        |                       |              |  |  |                        |                          |        |
|  |                                 | AS Nancy-Lorraine (L2)             | 1                              |                                 |                                 |                             |                                 |                     |   |                        |                       |                        |                       |   |                                 |                         |                                 |                          |   |  |                        |                       |              |  |  |                        |                          |        |
|  |                                 | AS Nancy-Lorraine (L2)             | 1                              |                                 | AS Nancy-Lorraine (L2)          | 1                           |                                 |                     |   |                        |                       |                        |                       |   |                                 |                         |                                 |                          |   |  |                        |                       |              |  |  |                        |                          |        |
|  |                                 |                                    |                                |                                 | AS Nancy-Lorraine (L2)          | 1                           |                                 |                     |   |                        |                       |                        |                       |   |                                 |                         |                                 |                          |   |  |                        |                       |              |  |  |                        |                          |        |
|  |                                 | Drapeau de la Bretagne             | EA Guingamp (L1) a. p.         | 2                               |                                 |                             |                                 |                     |   |                        |                       |                        |                       |   |                                 |                         |                                 |                          |   |  |                        |                       |              |  |  |                        |                          |        |
|  | Drapeau de la Bretagne          | Drapeau de la Bretagne             | EA Guingamp (L1) a. p.         | 2                               | Stade Pontivyen (N3)            | 2                           |                                 |                     |   |                        |                       |                        |                       |   |                                 |                         |                                 |                          |   |  |                        |                       |              |  |  |                        |                          |        |
|  | Drapeau de la Bretagne          |                                    |                                |                                 | Stade Pontivyen (N3)            | 2                           |                                 |                     |   |                        |                       |                        |                       |   |                                 |                         |                                 |                          |   |  |                        |                       |              |  |  |                        |                          |        |
|  | Drapeau de la Bretagne          | EA Guingamp (L1)                   | 4                              |                                 |                                 |                             |                                 |                     |   |                        |                       |                        |                       |   |                                 |                         |                                 |                          |   |  |                        |                       |              |  |  |                        |                          |        |
|  | Drapeau de la Bretagne          | EA Guingamp (L1)                   | 4                              |                                 |                                 |                             |                                 |                     |   | Drapeau de la Bretagne | EA Guingamp (L1)      | 1                      |                       |   |                                 |                         |                                 |                          |   |  |                        |                       |              |  |  |                        |                          |        |
|  |                                 |                                    |                                |                                 |                                 |                             |                                 |                     |   | Drapeau de la Bretagne | EA Guingamp (L1)      | 1                      |                       |   |                                 |                         |                                 |                          |   |  |                        |                       |              |  |  |                        |                          |        |
|  |                                 | Drapeau du Auvergne-Rhône-Alpes    | Olympique lyonnais (L1)        | 2                               |                                 |                             |                                 |                     |   |                        |                       |                        |                       |   |                                 |                         |                                 |                          |   |  |                        |                       |              |  |  |                        |                          |        |
|  |                                 | Drapeau du Auvergne-Rhône-Alpes    | Olympique lyonnais (L1)        | 2                               | Amiens SC (L1)                  | 1                           |                                 |                     |   |                        |                       |                        |                       |   |                                 |                         |                                 |                          |   |  |                        |                       |              |  |  |                        |                          |        |
|  |                                 |                                    |                                |                                 | Amiens SC (L1)                  | 1                           |                                 |                     |   |                        |                       |                        |                       |   |                                 |                         |                                 |                          |   |  |                        |                       |              |  |  |                        |                          |        |
|  |                                 | Valenciennes FC (L2)               | 0                              |                                 |                                 |                             |                                 |                     |   |                        |                       |                        |                       |   |                                 |                         |                                 |                          |   |  |                        |                       |              |  |  |                        |                          |        |
|  |                                 | Valenciennes FC (L2)               | 0                              |                                 | Amiens SC (L1)                  | 0                           |                                 |                     |   |                        |                       |                        |                       |   |                                 |                         |                                 |                          |   |  |                        |                       |              |  |  |                        |                          |        |
|  |                                 |                                    |                                |                                 | Amiens SC (L1)                  | 0                           |                                 |                     |   |                        |                       |                        |                       |   |                                 |                         |                                 |                          |   |  |                        |                       |              |  |  |                        |                          |        |
|  |                                 | Drapeau du Auvergne-Rhône-Alpes    | Olympique lyonnais (L1)        | 2                               |                                 |                             |                                 |                     |   |                        |                       |                        |                       |   |                                 |                         |                                 |                          |   |  |                        |                       |              |  |  |                        |                          |        |
|  |                                 | Drapeau du Auvergne-Rhône-Alpes    | Olympique lyonnais (L1)        | 2                               | Bourges Foot (N3)               | 0                           |                                 |                     |   |                        |                       |                        |                       |   |                                 |                         |                                 |                          |   |  |                        |                       |              |  |  |                        |                          |        |
|  |                                 |                                    |                                |                                 | Bourges Foot (N3)               | 0                           |                                 |                     |   |                        |                       |                        |                       |   |                                 |                         |                                 |                          |   |  |                        |                       |              |  |  |                        |                          |        |
|  | Drapeau du Auvergne-Rhône-Alpes | Olympique lyonnais (L1)            | 1                              |                                 |                                 |                             |                                 |                     |   |                        |                       |                        |                       |   |                                 |                         |                                 |                          |   |  |                        |                       |              |  |  |                        |                          |        |
|  | Drapeau du Auvergne-Rhône-Alpes | Olympique lyonnais (L1)            | 1                              |                                 |                                 |                             |                                 |                     |   |                        |                       |                        |                       |   | Drapeau du Auvergne-Rhône-Alpes | Olympique lyonnais (L1) | 3                               |                          |   |  |                        |                       |              |  |  |                        |                          |        |
|  |                                 |                                    |                                |                                 |                                 |                             |                                 |                     |   |                        |                       |                        |                       |   | Drapeau du Auvergne-Rhône-Alpes | Olympique lyonnais (L1) | 3                               |                          |   |  |                        |                       |              |  |  |                        |                          |        |
|  |                                 |                                    | SM Caen (L1)                   | 1                               |                                 |                             |                                 |                     |   |                        |                       |                        |                       |   |                                 |                         |                                 |                          |   |  |                        |                       |              |  |  |                        |                          |        |
|  | Drapeau de la Corse             | SC Bastia (N3)                     | SM Caen (L1)                   | 1                               | 2(5)                            |                             |                                 |                     |   |                        |                       |                        |                       |   |                                 |                         |                                 |                          |   |  |                        |                       |              |  |  |                        |                          |        |
|  | Drapeau de la Corse             | SC Bastia (N3)                     |                                |                                 | 2(5)                            |                             |                                 |                     |   |                        |                       |                        |                       |   |                                 |                         |                                 |                          |   |  |                        |                       |              |  |  |                        |                          |        |
|  | Drapeau de la Bretagne          | US Concarneau (N)                  | 2(4)                           |                                 |                                 |                             |                                 |                     |   |                        |                       |                        |                       |   |                                 |                         |                                 |                          |   |  |                        |                       |              |  |  |                        |                          |        |
|  | Drapeau de la Bretagne          | US Concarneau (N)                  | 2(4)                           |                                 | Drapeau de la Corse             | SC Bastia (N3)              | 2                               |                     |   |                        |                       |                        |                       |   |                                 |                         |                                 |                          |   |  |                        |                       |              |  |  |                        |                          |        |
|  |                                 |                                    |                                |                                 | Drapeau de la Corse             | SC Bastia (N3)              | 2                               |                     |   |                        |                       |                        |                       |   |                                 |                         |                                 |                          |   |  |                        |                       |              |  |  |                        |                          |        |
|  |                                 |                                    | Noisy-le-Grand FC (R1)         | 1                               |                                 |                             |                                 |                     |   |                        |                       |                        |                       |   |                                 |                         |                                 |                          |   |  |                        |                       |              |  |  |                        |                          |        |
|  |                                 | Noisy-le-Grand FC (R1)             | Noisy-le-Grand FC (R1)         | 1                               | 2                               |                             |                                 |                     |   |                        |                       |                        |                       |   |                                 |                         |                                 |                          |   |  |                        |                       |              |  |  |                        |                          |        |
|  |                                 | Noisy-le-Grand FC (R1)             |                                |                                 | 2                               |                             |                                 |                     |   |                        |                       |                        |                       |   |                                 |                         |                                 |                          |   |  |                        |                       |              |  |  |                        |                          |        |
|  | Drapeau de la Corse             | GFC Ajaccio (L2)                   | 1                              |                                 |                                 |                             |                                 |                     |   |                        |                       |                        |                       |   |                                 |                         |                                 |                          |   |  |                        |                       |              |  |  |                        |                          |        |
|  | Drapeau de la Corse             | GFC Ajaccio (L2)                   | 1                              |                                 |                                 |                             |                                 |                     |   | Drapeau de la Corse    | SC Bastia (N3)        | 2(3)                   |                       |   |                                 |                         |                                 |                          |   |  |                        |                       |              |  |  |                        |                          |        |
|  |                                 |                                    |                                |                                 |                                 |                             |                                 |                     |   | Drapeau de la Corse    | SC Bastia (N3)        | 2(3)                   |                       |   |                                 |                         |                                 |                          |   |  |                        |                       |              |  |  |                        |                          |        |
|  |                                 |                                    | SM Caen (L1)                   | 2(5)                            |                                 |                             |                                 |                     |   |                        |                       |                        |                       |   |                                 |                         |                                 |                          |   |  |                        |                       |              |  |  |                        |                          |        |
|  |                                 | ES Viry-Châtillon (R1)             | SM Caen (L1)                   | 2(5)                            | 1                               |                             |                                 |                     |   |                        |                       |                        |                       |   |                                 |                         |                                 |                          |   |  |                        |                       |              |  |  |                        |                          |        |
|  |                                 | ES Viry-Châtillon (R1)             |                                |                                 | 1                               |                             |                                 |                     |   |                        |                       |                        |                       |   |                                 |                         |                                 |                          |   |  |                        |                       |              |  |  |                        |                          |        |
|  |                                 | Angers SCO (L1)                    | 0                              |                                 |                                 |                             |                                 |                     |   |                        |                       |                        |                       |   |                                 |                         |                                 |                          |   |  |                        |                       |              |  |  |                        |                          |        |
|  |                                 | Angers SCO (L1)                    | 0                              |                                 | ES Viry-Châtillon (R1)          | 0                           |                                 |                     |   |                        |                       |                        |                       |   |                                 |                         |                                 |                          |   |  |                        |                       |              |  |  |                        |                          |        |
|  |                                 |                                    |                                |                                 | ES Viry-Châtillon (R1)          | 0                           |                                 |                     |   |                        |                       |                        |                       |   |                                 |                         |                                 |                          |   |  |                        |                       |              |  |  |                        |                          |        |
|  |                                 |                                    | SM Caen (L1)                   | 6                               |                                 |                             |                                 |                     |   |                        |                       |                        |                       |   |                                 |                         |                                 |                          |   |  |                        |                       |              |  |  |                        |                          |        |
|  |                                 | Red Star FC (L2)                   | SM Caen (L1)                   | 6                               | 0                               |                             |                                 |                     |   |                        |                       |                        |                       |   |                                 |                         |                                 |                          |   |  |                        |                       |              |  |  |                        |                          |        |
|  |                                 | Red Star FC (L2)                   |                                |                                 | 0                               |                             |                                 |                     |   |                        |                       |                        |                       |   |                                 |                         |                                 |                          |   |  |                        |                       |              |  |  |                        |                          |        |
|  |                                 | SM Caen (L1)                       | 1                              |                                 |                                 |                             |                                 |                     |   |                        |                       |                        |                       |   |                                 |                         |                                 |                          |   |  |                        |                       |              |  |  |                        |                          |        |
|  |                                 |                                    |                                |                                 |                                 |                             |                                 |                     |   |                        |                       |                        |                       |   |                                 |                         | Drapeau du Auvergne-Rhône-Alpes | Olympique lyonnais (L1)  | 2 |  |                        |                       |              |  |  |                        |                          |        |
|  |                                 |                                    |                                |                                 |                                 |                             |                                 |                     |   |                        |                       |                        |                       |   |                                 |                         | Drapeau du Auvergne-Rhône-Alpes | Olympique lyonnais (L1)  | 2 |  |                        |                       |              |  |  |                        |                          |        |
|  |                                 |                                    |                                |                                 |                                 |                             |                                 |                     |   |                        |                       |                        |                       |   |                                 |                         |                                 |                          |   |  | Drapeau de la Bretagne | Stade rennais FC (L1) | 3            |  |  |                        |                          |        |
|  |                                 | St-Pryvé St-Hilaire FC (N2)        | 3                              |                                 |                                 |                             |                                 |                     |   |                        |                       |                        |                       |   |                                 |                         |                                 |                          |   |  | Drapeau de la Bretagne | Stade rennais FC (L1) | 3            |  |  |                        |                          |        |
|  |                                 | St-Pryvé St-Hilaire FC (N2)        | 3                              |                                 |                                 |                             |                                 |                     |   |                        |                       |                        |                       |   |                                 |                         |                                 |                          |   |  |                        |                       |              |  |  |                        |                          |        |
|  | Drapeau du Auvergne-Rhône-Alpes | FC Aurillac Arpajon (N3)           | 1                              |                                 |                                 |                             |                                 |                     |   |                        |                       |                        |                       |   |                                 |                         |                                 |                          |   |  |                        |                       |              |  |  |                        |                          |        |
|  | Drapeau du Auvergne-Rhône-Alpes | FC Aurillac Arpajon (N3)           | 1                              |                                 |                                 | St-Pryvé St-Hilaire FC (N2) | 0                               |                     |   |                        |                       |                        |                       |   |                                 |                         |                                 |                          |   |  |                        |                       |              |  |  |                        |                          |        |
|  |                                 |                                    |                                |                                 |                                 | St-Pryvé St-Hilaire FC (N2) | 0                               |                     |   |                        |                       |                        |                       |   |                                 |                         |                                 |                          |   |  |                        |                       |              |  |  |                        |                          |        |
|  |                                 | Drapeau de la Bretagne             | Stade rennais FC (L1)          | 2                               |                                 |                             |                                 |                     |   |                        |                       |                        |                       |   |                                 |                         |                                 |                          |   |  |                        |                       |              |  |  |                        |                          |        |
|  | Drapeau de la Bretagne          | Drapeau de la Bretagne             | Stade rennais FC (L1)          | 2                               | Stade rennais FC (L1)           | 2(5)                        |                                 |                     |   |                        |                       |                        |                       |   |                                 |                         |                                 |                          |   |  |                        |                       |              |  |  |                        |                          |        |
|  | Drapeau de la Bretagne          |                                    |                                |                                 | Stade rennais FC (L1)           | 2(5)                        |                                 |                     |   |                        |                       |                        |                       |   |                                 |                         |                                 |                          |   |  |                        |                       |              |  |  |                        |                          |        |
|  | Drapeau de la Bretagne          | Stade brestois (L2)                | 2(4)                           |                                 |                                 |                             |                                 |                     |   |                        |                       |                        |                       |   |                                 |                         |                                 |                          |   |  |                        |                       |              |  |  |                        |                          |        |
|  | Drapeau de la Bretagne          | Stade brestois (L2)                | 2(4)                           |                                 |                                 |                             |                                 |                     |   | Drapeau de la Bretagne | Stade rennais FC (L1) | 2                      |                       |   |                                 |                         |                                 |                          |   |  |                        |                       |              |  |  |                        |                          |        |
|  |                                 |                                    |                                |                                 |                                 |                             |                                 |                     |   | Drapeau de la Bretagne | Stade rennais FC (L1) | 2                      |                       |   |                                 |                         |                                 |                          |   |  |                        |                       |              |  |  |                        |                          |        |
|  |                                 |                                    | LOSC Lille (L1)                | 1                               |                                 |                             |                                 |                     |   |                        |                       |                        |                       |   |                                 |                         |                                 |                          |   |  |                        |                       |              |  |  |                        |                          |        |
|  |                                 | FC Sète 34 (N2)                    | LOSC Lille (L1)                | 1                               | 1                               |                             |                                 |                     |   |                        |                       |                        |                       |   |                                 |                         |                                 |                          |   |  |                        |                       |              |  |  |                        |                          |        |
|  |                                 | FC Sète 34 (N2)                    |                                |                                 | 1                               |                             |                                 |                     |   |                        |                       |                        |                       |   |                                 |                         |                                 |                          |   |  |                        |                       |              |  |  |                        |                          |        |
|  | Drapeau du Auvergne-Rhône-Alpes | FC Limonest St-Didier (N3)         | 0                              |                                 |                                 |                             |                                 |                     |   |                        |                       |                        |                       |   |                                 |                         |                                 |                          |   |  |                        |                       |              |  |  |                        |                          |        |
|  | Drapeau du Auvergne-Rhône-Alpes | FC Limonest St-Didier (N3)         | 0                              |                                 |                                 | FC Sète 34 (N2)             | 0                               |                     |   |                        |                       |                        |                       |   |                                 |                         |                                 |                          |   |  |                        |                       |              |  |  |                        |                          |        |
|  |                                 |                                    |                                |                                 |                                 | FC Sète 34 (N2)             | 0                               |                     |   |                        |                       |                        |                       |   |                                 |                         |                                 |                          |   |  |                        |                       |              |  |  |                        |                          |        |
|  |                                 |                                    | LOSC Lille (L1)                | 1                               |                                 |                             |                                 |                     |   |                        |                       |                        |                       |   |                                 |                         |                                 |                          |   |  |                        |                       |              |  |  |                        |                          |        |
|  |                                 | LOSC Lille (L1)                    | LOSC Lille (L1)                | 1                               | 1                               |                             |                                 |                     |   |                        |                       |                        |                       |   |                                 |                         |                                 |                          |   |  |                        |                       |              |  |  |                        |                          |        |
|  |                                 | LOSC Lille (L1)                    |                                |                                 | 1                               |                             |                                 |                     |   |                        |                       |                        |                       |   |                                 |                         |                                 |                          |   |  |                        |                       |              |  |  |                        |                          |        |
|  |                                 | FC Sochaux-Montbéliard (L2)        | 0                              |                                 |                                 |                             |                                 |                     |   |                        |                       |                        |                       |   |                                 |                         |                                 |                          |   |  |                        |                       |              |  |  |                        |                          |        |
|  |                                 |                                    |                                |                                 |                                 |                             |                                 |                     |   |                        |                       | Drapeau de la Bretagne | Stade rennais FC (L1) | 2 |                                 |                         |                                 |                          |   |  |                        |                       |              |  |  |                        |                          |        |
|  |                                 |                                    |                                |                                 |                                 |                             |                                 |                     |   |                        |                       |                        |                       |   |                                 |                         |                                 |                          |   |  |                        |                       |              |  |  |                        |                          |        |
|  |                                 |                                    | US Orléans (L2)                | 0                               |                                 |                             |                                 |                     |   |                        |                       |                        |                       |   |                                 |                         |                                 |                          |   |  |                        |                       |              |  |  |                        |                          |        |
|  |                                 | Canet RFC (N3)                     | US Orléans (L2)                | 0                               | 0                               |                             |                                 |                     |   |                        |                       |                        |                       |   |                                 |                         |                                 |                          |   |  |                        |                       |              |  |  |                        |                          |        |
|  |                                 | Canet RFC (N3)                     |                                |                                 | 0                               |                             |                                 |                     |   |                        |                       |                        |                       |   |                                 |                         |                                 |                          |   |  |                        |                       |              |  |  |                        |                          |        |
|  |                                 | AS Monaco (L1)                     | 1                              |                                 |                                 |                             |                                 |                     |   |                        |                       |                        |                       |   |                                 |                         |                                 |                          |   |  |                        |                       |              |  |  |                        |                          |        |
|  |                                 | AS Monaco (L1)                     | 1                              |                                 | AS Monaco (L1)                  | 1                           |                                 |                     |   |                        |                       |                        |                       |   |                                 |                         |                                 |                          |   |  |                        |                       |              |  |  |                        |                          |        |
|  |                                 |                                    |                                |                                 | AS Monaco (L1)                  | 1                           |                                 |                     |   |                        |                       |                        |                       |   |                                 |                         |                                 |                          |   |  |                        |                       |              |  |  |                        |                          |        |
|  |                                 |                                    | FC Metz (L2)                   | 3                               |                                 |                             |                                 |                     |   |                        |                       |                        |                       |   |                                 |                         |                                 |                          |   |  |                        |                       |              |  |  |                        |                          |        |
|  |                                 | Olympique St-Quentin (N3)          | FC Metz (L2)                   | 3                               | 1                               |                             |                                 |                     |   |                        |                       |                        |                       |   |                                 |                         |                                 |                          |   |  |                        |                       |              |  |  |                        |                          |        |
|  |                                 | Olympique St-Quentin (N3)          |                                |                                 | 1                               |                             |                                 |                     |   |                        |                       |                        |                       |   |                                 |                         |                                 |                          |   |  |                        |                       |              |  |  |                        |                          |        |
|  |                                 | FC Metz (L2) a. p.                 | 2                              |                                 |                                 |                             |                                 |                     |   |                        |                       |                        |                       |   |                                 |                         |                                 |                          |   |  |                        |                       |              |  |  |                        |                          |        |
|  |                                 |                                    |                                |                                 |                                 |                             |                                 | FC Metz (L2)        | 0 |                        |                       |                        |                       |   |                                 |                         |                                 |                          |   |  |                        |                       |              |  |  |                        |                          |        |
|  |                                 |                                    |                                |                                 |                                 |                             |                                 |                     | 0 |                        |                       |                        |                       |   |                                 |                         |                                 |                          |   |  |                        |                       |              |  |  |                        |                          |        |
|  |                                 |                                    | US Orléans (L2)                | 1                               |                                 |                             |                                 |                     |   |                        |                       |                        |                       |   |                                 |                         |                                 |                          |   |  |                        |                       |              |  |  |                        |                          |        |
|  |                                 | Bergerac Périgord FC (N2)          | US Orléans (L2)                | 1                               | 2                               |                             |                                 |                     |   |                        |                       |                        |                       |   |                                 |                         |                                 |                          |   |  |                        |                       |              |  |  |                        |                          |        |
|  |                                 | Bergerac Périgord FC (N2)          |                                |                                 | 2                               |                             |                                 |                     |   |                        |                       |                        |                       |   |                                 |                         |                                 |                          |   |  |                        |                       |              |  |  |                        |                          |        |
|  |                                 | Chamois niortais FC (L2)           | 1                              |                                 |                                 |                             |                                 |                     |   |                        |                       |                        |                       |   |                                 |                         |                                 |                          |   |  |                        |                       |              |  |  |                        |                          |        |
|  |                                 | Chamois niortais FC (L2)           | 1                              |                                 | Bergerac Périgord FC (N2)       | 2                           |                                 |                     |   |                        |                       |                        |                       |   |                                 |                         |                                 |                          |   |  |                        |                       |              |  |  |                        |                          |        |
|  |                                 |                                    |                                |                                 | Bergerac Périgord FC (N2)       | 2                           |                                 |                     |   |                        |                       |                        |                       |   |                                 |                         |                                 |                          |   |  |                        |                       |              |  |  |                        |                          |        |
|  |                                 |                                    | US Orléans (L2) a. p.          | 3                               |                                 |                             |                                 |                     |   |                        |                       |                        |                       |   |                                 |                         |                                 |                          |   |  |                        |                       |              |  |  |                        |                          |        |
|  |                                 | US Orléans (L2) a. p.              | US Orléans (L2) a. p.          | 3                               | 3                               |                             |                                 |                     |   |                        |                       |                        |                       |   |                                 |                         |                                 |                          |   |  |                        |                       |              |  |  |                        |                          |        |
|  |                                 | US Orléans (L2) a. p.              |                                |                                 | 3                               |                             |                                 |                     |   |                        |                       |                        |                       |   |                                 |                         |                                 |                          |   |  |                        |                       |              |  |  |                        |                          |        |
|  |                                 | Aiglon du Lamentin (R1 Martinique) | 2                              |                                 |                                 |                             |                                 |                     |   |                        |                       |                        |                       |   |                                 |                         |                                 |                          |   |  |                        |                       |              |  |  |                        |                          |        |
|  |                                 |                                    |                                |                                 |                                 |                             |                                 |                     |   |                        |                       |                        |                       |   |                                 |                         |                                 |                          |   |  |                        |                       |              |  |  | Drapeau de la Bretagne | Stade rennais FC (L1)    | 2(6)   |
|  |                                 |                                    |                                |                                 |                                 |                             |                                 |                     |   |                        |                       |                        |                       |   |                                 |                         |                                 |                          |   |  |                        |                       |              |  |  | Drapeau de la Bretagne | Stade rennais FC (L1)    | 2(6)   |
|  |                                 |                                    |                                |                                 |                                 |                             |                                 |                     |   |                        |                       |                        |                       |   |                                 |                         |                                 |                          |   |  |                        |                       |              |  |  |                        | Paris Saint-Germain (L1) | 2(5)   |
|  |                                 | Marignane Gignac FC (N)            | 1(3)                           |                                 |                                 |                             |                                 |                     |   |                        |                       |                        |                       |   |                                 |                         |                                 |                          |   |  |                        |                       |              |  |  |                        |                          |        |
|  | Drapeau du Auvergne-Rhône-Alpes | Clermont Foot (L2)                 | 1(0)                           |                                 |                                 |                             |                                 |                     |   |                        |                       |                        |                       |   |                                 |                         |                                 |                          |   |  |                        |                       |              |  |  |                        |                          |        |
|  | Drapeau du Auvergne-Rhône-Alpes | Clermont Foot (L2)                 | 1(0)                           |                                 |                                 | Marignane Gignac FC (N)     | 0(3)                            |                     |   |                        |                       |                        |                       |   |                                 |                         |                                 |                          |   |  |                        |                       |              |  |  |                        |                          |        |
|  |                                 |                                    |                                |                                 |                                 | Marignane Gignac FC (N)     | 0(3)                            |                     |   |                        |                       |                        |                       |   |                                 |                         |                                 |                          |   |  |                        |                       |              |  |  |                        |                          |        |
|  |                                 |                                    | IC Croix (N2)                  | 0(4)                            |                                 |                             |                                 |                     |   |                        |                       |                        |                       |   |                                 |                         |                                 |                          |   |  |                        |                       |              |  |  |                        |                          |        |
|  |                                 | IC Croix (N2)                      | IC Croix (N2)                  | 0(4)                            | 2                               |                             |                                 |                     |   |                        |                       |                        |                       |   |                                 |                         |                                 |                          |   |  |                        |                       |              |  |  |                        |                          |        |
|  |                                 | IC Croix (N2)                      |                                |                                 | 2                               |                             |                                 |                     |   |                        |                       |                        |                       |   |                                 |                         |                                 |                          |   |  |                        |                       |              |  |  |                        |                          |        |
|  |                                 | US Raon-l'Étape (N3)               | 0                              |                                 |                                 |                             |                                 |                     |   |                        |                       |                        |                       |   |                                 |                         |                                 |                          |   |  |                        |                       |              |  |  |                        |                          |        |
|  |                                 |                                    |                                |                                 |                                 |                             |                                 | IC Croix (N2)       | 0 |                        |                       |                        |                       |   |                                 |                         |                                 |                          |   |  |                        |                       |              |  |  |                        |                          |        |
|  |                                 |                                    |                                |                                 |                                 |                             |                                 |                     | 0 |                        |                       |                        |                       |   |                                 |                         |                                 |                          |   |  |                        |                       |              |  |  |                        |                          |        |
|  |                                 |                                    | Dijon FCO (L1)                 | 3                               |                                 |                             |                                 |                     |   |                        |                       |                        |                       |   |                                 |                         |                                 |                          |   |  |                        |                       |              |  |  |                        |                          |        |
|  |                                 | Olympique de Strasbourg (R2)       | Dijon FCO (L1)                 | 3                               | 0                               |                             |                                 |                     |   |                        |                       |                        |                       |   |                                 |                         |                                 |                          |   |  |                        |                       |              |  |  |                        |                          |        |
|  |                                 | Olympique de Strasbourg (R2)       |                                |                                 | 0                               |                             |                                 |                     |   |                        |                       |                        |                       |   |                                 |                         |                                 |                          |   |  |                        |                       |              |  |  |                        |                          |        |
|  | Drapeau du Auvergne-Rhône-Alpes | AS Saint-Étienne (L1)              | 6                              |                                 |                                 |                             |                                 |                     |   |                        |                       |                        |                       |   |                                 |                         |                                 |                          |   |  |                        |                       |              |  |  |                        |                          |        |
|  | Drapeau du Auvergne-Rhône-Alpes | AS Saint-Étienne (L1)              | 6                              |                                 | Drapeau du Auvergne-Rhône-Alpes | AS Saint-Étienne (L1)       | 3                               |                     |   |                        |                       |                        |                       |   |                                 |                         |                                 |                          |   |  |                        |                       |              |  |  |                        |                          |        |
|  |                                 |                                    |                                |                                 | Drapeau du Auvergne-Rhône-Alpes | AS Saint-Étienne (L1)       | 3                               |                     |   |                        |                       |                        |                       |   |                                 |                         |                                 |                          |   |  |                        |                       |              |  |  |                        |                          |        |
|  |                                 |                                    | Dijon FCO (L1)                 | 6                               |                                 |                             |                                 |                     |   |                        |                       |                        |                       |   |                                 |                         |                                 |                          |   |  |                        |                       |              |  |  |                        |                          |        |
|  |                                 | SC Schiltigheim (N2)               | Dijon FCO (L1)                 | 6                               | 1                               |                             |                                 |                     |   |                        |                       |                        |                       |   |                                 |                         |                                 |                          |   |  |                        |                       |              |  |  |                        |                          |        |
|  |                                 | SC Schiltigheim (N2)               |                                |                                 | 1                               |                             |                                 |                     |   |                        |                       |                        |                       |   |                                 |                         |                                 |                          |   |  |                        |                       |              |  |  |                        |                          |        |
|  |                                 | Dijon FCO (L1)                     | 3                              |                                 |                                 |                             |                                 |                     |   |                        |                       |                        |                       |   |                                 |                         |                                 |                          |   |  |                        |                       |              |  |  |                        |                          |        |
|  |                                 |                                    |                                |                                 |                                 |                             |                                 |                     |   |                        |                       |                        | Dijon FCO (L1)        | 0 |                                 |                         |                                 |                          |   |  |                        |                       |              |  |  |                        |                          |        |
|  |                                 |                                    |                                |                                 |                                 |                             |                                 |                     |   |                        |                       |                        |                       |   |                                 |                         |                                 |                          |   |  |                        |                       |              |  |  |                        |                          |        |
|  |                                 |                                    | Paris Saint-Germain (L1)       | 3                               |                                 |                             |                                 |                     |   |                        |                       |                        |                       |   |                                 |                         |                                 |                          |   |  |                        |                       |              |  |  |                        |                          |        |
|  |                                 | US Gravelines (R1)                 | Paris Saint-Germain (L1)       | 3                               | 0                               |                             |                                 |                     |   |                        |                       |                        |                       |   |                                 |                         |                                 |                          |   |  |                        |                       |              |  |  |                        |                          |        |
|  |                                 | US Gravelines (R1)                 |                                |                                 | 0                               |                             |                                 |                     |   |                        |                       |                        |                       |   |                                 |                         |                                 |                          |   |  |                        |                       |              |  |  |                        |                          |        |
|  | Drapeau du Auvergne-Rhône-Alpes | FC Villefranche (N) a. p.          | 3                              |                                 |                                 |                             |                                 |                     |   |                        |                       |                        |                       |   |                                 |                         |                                 |                          |   |  |                        |                       |              |  |  |                        |                          |        |
|  | Drapeau du Auvergne-Rhône-Alpes | FC Villefranche (N) a. p.          | 3                              |                                 | Drapeau du Auvergne-Rhône-Alpes | FC Villefranche (N)         | 2                               |                     |   |                        |                       |                        |                       |   |                                 |                         |                                 |                          |   |  |                        |                       |              |  |  |                        |                          |        |
|  |                                 |                                    |                                |                                 | Drapeau du Auvergne-Rhône-Alpes | FC Villefranche (N)         | 2                               |                     |   |                        |                       |                        |                       |   |                                 |                         |                                 |                          |   |  |                        |                       |              |  |  |                        |                          |        |
|  |                                 |                                    | Vendée Les Herbiers (N2)       | 0                               |                                 |                             |                                 |                     |   |                        |                       |                        |                       |   |                                 |                         |                                 |                          |   |  |                        |                       |              |  |  |                        |                          |        |
|  |                                 | Tours FC (N)                       | Vendée Les Herbiers (N2)       | 0                               | 1                               |                             |                                 |                     |   |                        |                       |                        |                       |   |                                 |                         |                                 |                          |   |  |                        |                       |              |  |  |                        |                          |        |
|  |                                 | Tours FC (N)                       |                                |                                 | 1                               |                             |                                 |                     |   |                        |                       |                        |                       |   |                                 |                         |                                 |                          |   |  |                        |                       |              |  |  |                        |                          |        |
|  |                                 | Vendée Les Herbiers (N2)           | 2                              |                                 |                                 |                             |                                 |                     |   |                        |                       |                        |                       |   |                                 |                         |                                 |                          |   |  |                        |                       |              |  |  |                        |                          |        |
|  |                                 |                                    |                                |                                 |                                 |                             | Drapeau du Auvergne-Rhône-Alpes | FC Villefranche (N) | 0 |                        |                       |                        |                       |   |                                 |                         |                                 |                          |   |  |                        |                       |              |  |  |                        |                          |        |
|  |                                 |                                    |                                |                                 |                                 |                             |                                 |                     | 0 |                        |                       |                        |                       |   |                                 |                         |                                 |                          |   |  |                        |                       |              |  |  |                        |                          |        |
|  |                                 |                                    | Paris Saint-Germain (L1) a. p. | 3                               |                                 |                             |                                 |                     |   |                        |                       |                        |                       |   |                                 |                         |                                 |                          |   |  |                        |                       |              |  |  |                        |                          |        |
|  | Drapeau de la Bretagne          | GSI Pontivy (N3)                   | Paris Saint-Germain (L1) a. p. | 3                               | 0                               |                             |                                 |                     |   |                        |                       |                        |                       |   |                                 |                         |                                 |                          |   |  |                        |                       |              |  |  |                        |                          |        |
|  | Drapeau de la Bretagne          | GSI Pontivy (N3)                   |                                |                                 | 0                               |                             |                                 |                     |   |                        |                       |                        |                       |   |                                 |                         |                                 |                          |   |  |                        |                       |              |  |  |                        |                          |        |
|  |                                 | Paris Saint-Germain (L1)           | 4                              |                                 |                                 |                             |                                 |                     |   |                        |                       |                        |                       |   |                                 |                         |                                 |                          |   |  |                        |                       |              |  |  |                        |                          |        |
|  |                                 | Paris Saint-Germain (L1)           | 4                              |                                 | Paris Saint-Germain (L1)        | 2                           |                                 |                     |   |                        |                       |                        |                       |   |                                 |                         |                                 |                          |   |  |                        |                       |              |  |  |                        |                          |        |
|  |                                 |                                    |                                |                                 | Paris Saint-Germain (L1)        | 2                           |                                 |                     |   |                        |                       |                        |                       |   |                                 |                         |                                 |                          |   |  |                        |                       |              |  |  |                        |                          |        |
|  |                                 |                                    | RC Strasbourg Alsace (L1)      | 0                               |                                 |                             |                                 |                     |   |                        |                       |                        |                       |   |                                 |                         |                                 |                          |   |  |                        |                       |              |  |  |                        |                          |        |
|  | Drapeau du Auvergne-Rhône-Alpes | Grenoble Foot (L2)                 | RC Strasbourg Alsace (L1)      | 0                               | 0                               |                             |                                 |                     |   |                        |                       |                        |                       |   |                                 |                         |                                 |                          |   |  |                        |                       |              |  |  |                        |                          |        |
|  | Drapeau du Auvergne-Rhône-Alpes | Grenoble Foot (L2)                 |                                |                                 | 0                               |                             |                                 |                     |   |                        |                       |                        |                       |   |                                 |                         |                                 |                          |   |  |                        |                       |              |  |  |                        |                          |        |
|  |                                 | RC Strasbourg Alsace (L1) a. p.    | 1                              |                                 |                                 |                             |                                 |                     |   |                        |                       |                        |                       |   |                                 |                         |                                 |                          |   |  |                        |                       |              |  |  |                        |                          |        |
|  |                                 |                                    |                                |                                 |                                 |                             |                                 |                     |   |                        |                       |                        |                       |   |                                 |                         |                                 | Paris Saint-Germain (L1) | 3 |  |                        |                       |              |  |  |                        |                          |        |
|  |                                 |                                    |                                |                                 |                                 |                             |                                 |                     |   |                        |                       |                        |                       |   |                                 |                         |                                 | Paris Saint-Germain (L1) | 3 |  |                        |                       |              |  |  |                        |                          |        |
|  |                                 |                                    |                                |                                 |                                 |                             |                                 |                     |   |                        |                       |                        |                       |   |                                 |                         |                                 |                          |   |  |                        | FC Nantes (L1)        | 0            |  |  |                        |                          |        |
|  |                                 | ESC Longueau (R2)                  | 0(1)                           |                                 |                                 |                             |                                 |                     |   |                        |                       |                        |                       |   |                                 |                         |                                 |                          |   |  |                        | FC Nantes (L1)        | 0            |  |  |                        |                          |        |
|  |                                 | ESC Longueau (R2)                  | 0(1)                           |                                 |                                 |                             |                                 |                     |   |                        |                       |                        |                       |   |                                 |                         |                                 |                          |   |  |                        |                       |              |  |  |                        |                          |        |
|  | Drapeau de la Bretagne          | AS Vitré (N2)                      | 0(4)                           |                                 |                                 |                             |                                 |                     |   |                        |                       |                        |                       |   |                                 |                         |                                 |                          |   |  |                        |                       |              |  |  |                        |                          |        |
|  | Drapeau de la Bretagne          | AS Vitré (N2)                      | 0(4)                           |                                 | Drapeau de la Bretagne          | AS Vitré (N2)               | 3                               |                     |   |                        |                       |                        |                       |   |                                 |                         |                                 |                          |   |  |                        |                       |              |  |  |                        |                          |        |
|  |                                 |                                    |                                |                                 | Drapeau de la Bretagne          | AS Vitré (N2)               | 3                               |                     |   |                        |                       |                        |                       |   |                                 |                         |                                 |                          |   |  |                        |                       |              |  |  |                        |                          |        |
|  |                                 |                                    | Le Havre AC (L2)               | 0                               |                                 |                             |                                 |                     |   |                        |                       |                        |                       |   |                                 |                         |                                 |                          |   |  |                        |                       |              |  |  |                        |                          |        |
|  |                                 | Girondins de Bordeaux (L1)         | Le Havre AC (L2)               | 0                               | 0                               |                             |                                 |                     |   |                        |                       |                        |                       |   |                                 |                         |                                 |                          |   |  |                        |                       |              |  |  |                        |                          |        |
|  |                                 | Girondins de Bordeaux (L1)         |                                |                                 | 0                               |                             |                                 |                     |   |                        |                       |                        |                       |   |                                 |                         |                                 |                          |   |  |                        |                       |              |  |  |                        |                          |        |
|  |                                 | Le Havre AC (L2)                   | 1                              |                                 |                                 |                             |                                 |                     |   |                        |                       |                        |                       |   |                                 |                         |                                 |                          |   |  |                        |                       |              |  |  |                        |                          |        |
|  |                                 |                                    |                                |                                 |                                 |                             | Drapeau de la Bretagne          | AS Vitré (N2)       | 3 |                        |                       |                        |                       |   |                                 |                         |                                 |                          |   |  |                        |                       |              |  |  |                        |                          |        |
|  |                                 |                                    |                                |                                 |                                 |                             |                                 |                     | 3 |                        |                       |                        |                       |   |                                 |                         |                                 |                          |   |  |                        |                       |              |  |  |                        |                          |        |
|  |                                 | Drapeau du Auvergne-Rhône-Alpes    | Lyon Duchère AS (N)            | 2                               |                                 |                             |                                 |                     |   |                        |                       |                        |                       |   |                                 |                         |                                 |                          |   |  |                        |                       |              |  |  |                        |                          |        |
|  | Drapeau du Auvergne-Rhône-Alpes | Drapeau du Auvergne-Rhône-Alpes    | Lyon Duchère AS (N)            | 2                               | ASF Andrézieux-Bouthéon (N2)    | 2                           |                                 |                     |   |                        |                       |                        |                       |   |                                 |                         |                                 |                          |   |  |                        |                       |              |  |  |                        |                          |        |
|  | Drapeau du Auvergne-Rhône-Alpes |                                    |                                |                                 | ASF Andrézieux-Bouthéon (N2)    | 2                           |                                 |                     |   |                        |                       |                        |                       |   |                                 |                         |                                 |                          |   |  |                        |                       |              |  |  |                        |                          |        |
|  |                                 | Olympique de Marseille (L1)        | 0                              |                                 |                                 |                             |                                 |                     |   |                        |                       |                        |                       |   |                                 |                         |                                 |                          |   |  |                        |                       |              |  |  |                        |                          |        |
|  |                                 | Olympique de Marseille (L1)        | 0                              | Drapeau du Auvergne-Rhône-Alpes | ASF Andrézieux-Bouthéon (N2)    | 1                           |                                 |                     |   |                        |                       |                        |                       |   |                                 |                         |                                 |                          |   |  |                        |                       |              |  |  |                        |                          |        |
|  |                                 |                                    |                                | Drapeau du Auvergne-Rhône-Alpes | ASF Andrézieux-Bouthéon (N2)    | 1                           |                                 |                     |   |                        |                       |                        |                       |   |                                 |                         |                                 |                          |   |  |                        |                       |              |  |  |                        |                          |        |
|  |                                 | Drapeau du Auvergne-Rhône-Alpes    | Lyon Duchère AS (N)            | 2                               |                                 |                             |                                 |                     |   |                        |                       |                        |                       |   |                                 |                         |                                 |                          |   |  |                        |                       |              |  |  |                        |                          |        |
|  | Drapeau du Auvergne-Rhône-Alpes | Drapeau du Auvergne-Rhône-Alpes    | Lyon Duchère AS (N)            | 2                               | Lyon Duchère AS (N)             | 3                           |                                 |                     |   |                        |                       |                        |                       |   |                                 |                         |                                 |                          |   |  |                        |                       |              |  |  |                        |                          |        |
|  | Drapeau du Auvergne-Rhône-Alpes |                                    |                                |                                 | Lyon Duchère AS (N)             | 3                           |                                 |                     |   |                        |                       |                        |                       |   |                                 |                         |                                 |                          |   |  |                        |                       |              |  |  |                        |                          |        |
|  |                                 | Nîmes Olympique (L1)               | 0                              |                                 |                                 |                             |                                 |                     |   |                        |                       |                        |                       |   |                                 |                         |                                 |                          |   |  |                        |                       |              |  |  |                        |                          |        |
|  |                                 |                                    |                                |                                 |                                 |                             |                                 |                     |   |                        |                       | Drapeau de la Bretagne | AS Vitré (N2)         | 0 |                                 |                         |                                 |                          |   |  |                        |                       |              |  |  |                        |                          |        |
|  |                                 |                                    |                                |                                 |                                 |                             |                                 |                     |   |                        |                       |                        |                       |   |                                 |                         |                                 |                          |   |  |                        |                       |              |  |  |                        |                          |        |
|  |                                 |                                    | FC Nantes (L1)                 | 2                               |                                 |                             |                                 |                     |   |                        |                       |                        |                       |   |                                 |                         |                                 |                          |   |  |                        |                       |              |  |  |                        |                          |        |
|  |                                 | Entente SSG (N)                    | FC Nantes (L1)                 | 2                               | 1                               |                             |                                 |                     |   |                        |                       |                        |                       |   |                                 |                         |                                 |                          |   |  |                        |                       |              |  |  |                        |                          |        |
|  |                                 | Entente SSG (N)                    |                                |                                 | 1                               |                             |                                 |                     |   |                        |                       |                        |                       |   |                                 |                         |                                 |                          |   |  |                        |                       |              |  |  |                        |                          |        |
|  |                                 | Montpellier HSC (L1)               | 0                              |                                 |                                 |                             |                                 |                     |   |                        |                       |                        |                       |   |                                 |                         |                                 |                          |   |  |                        |                       |              |  |  |                        |                          |        |
|  |                                 | Montpellier HSC (L1)               | 0                              |                                 | Entente SSG (N)                 | 0                           |                                 |                     |   |                        |                       |                        |                       |   |                                 |                         |                                 |                          |   |  |                        |                       |              |  |  |                        |                          |        |
|  |                                 |                                    |                                |                                 | Entente SSG (N)                 | 0                           |                                 |                     |   |                        |                       |                        |                       |   |                                 |                         |                                 |                          |   |  |                        |                       |              |  |  |                        |                          |        |
|  |                                 |                                    | FC Nantes (L1)                 | 1                               |                                 |                             |                                 |                     |   |                        |                       |                        |                       |   |                                 |                         |                                 |                          |   |  |                        |                       |              |  |  |                        |                          |        |
|  |                                 | FC Nantes (L1)                     | FC Nantes (L1)                 | 1                               | 4                               |                             |                                 |                     |   |                        |                       |                        |                       |   |                                 |                         |                                 |                          |   |  |                        |                       |              |  |  |                        |                          |        |
|  |                                 | FC Nantes (L1)                     |                                |                                 | 4                               |                             |                                 |                     |   |                        |                       |                        |                       |   |                                 |                         |                                 |                          |   |  |                        |                       |              |  |  |                        |                          |        |
|  |                                 | LB Châteauroux (L2)                | 1                              |                                 |                                 |                             |                                 |                     |   |                        |                       |                        |                       |   |                                 |                         |                                 |                          |   |  |                        |                       |              |  |  |                        |                          |        |
|  |                                 |                                    |                                |                                 |                                 |                             |                                 | FC Nantes (L1)      | 2 |                        |                       |                        |                       |   |                                 |                         |                                 |                          |   |  |                        |                       |              |  |  |                        |                          |        |
|  |                                 |                                    |                                |                                 |                                 |                             |                                 |                     | 2 |                        |                       |                        |                       |   |                                 |                         |                                 |                          |   |  |                        |                       |              |  |  |                        |                          |        |
|  |                                 |                                    | Toulouse FC (L1)               | 0                               |                                 |                             |                                 |                     |   |                        |                       |                        |                       |   |                                 |                         |                                 |                          |   |  |                        |                       |              |  |  |                        |                          |        |
|  |                                 | Toulouse FC (L1)                   | Toulouse FC (L1)               | 0                               | 4                               |                             |                                 |                     |   |                        |                       |                        |                       |   |                                 |                         |                                 |                          |   |  |                        |                       |              |  |  |                        |                          |        |
|  |                                 | Toulouse FC (L1)                   |                                |                                 | 4                               |                             |                                 |                     |   |                        |                       |                        |                       |   |                                 |                         |                                 |                          |   |  |                        |                       |              |  |  |                        |                          |        |
|  |                                 | OGC Nice (L1)                      | 1                              |                                 |                                 |                             |                                 |                     |   |                        |                       |                        |                       |   |                                 |                         |                                 |                          |   |  |                        |                       |              |  |  |                        |                          |        |
|  |                                 | OGC Nice (L1)                      | 1                              |                                 | Toulouse FC (L1)                | 4(4)                        |                                 |                     |   |                        |                       |                        |                       |   |                                 |                         |                                 |                          |   |  |                        |                       |              |  |  |                        |                          |        |
|  |                                 |                                    |                                |                                 | Toulouse FC (L1)                | 4(4)                        |                                 |                     |   |                        |                       |                        |                       |   |                                 |                         |                                 |                          |   |  |                        |                       |              |  |  |                        |                          |        |
|  |                                 |                                    | Stade de Reims (L1)            | 4(3)                            |                                 |                             |                                 |                     |   |                        |                       |                        |                       |   |                                 |                         |                                 |                          |   |  |                        |                       |              |  |  |                        |                          |        |
|  |                                 | Stade de Reims (L1)                | Stade de Reims (L1)            | 4(3)                            | 2                               |                             |                                 |                     |   |                        |                       |                        |                       |   |                                 |                         |                                 |                          |   |  |                        |                       |              |  |  |                        |                          |        |
|  |                                 | Stade de Reims (L1)                |                                |                                 | 2                               |                             |                                 |                     |   |                        |                       |                        |                       |   |                                 |                         |                                 |                          |   |  |                        |                       |              |  |  |                        |                          |        |
|  |                                 | RC Lens (L2)                       | 0                              |                                 |                                 |                             |                                 |                     |   |                        |                       |                        |                       |   |                                 |                         |                                 |                          |   |  |                        |                       |              |  |  |                        |                          |        |

### Nombre d'équipes par division et par tour
| Divisions / Manches | 7e tour       | 8e tour       | 32es de finale | 16es de finale | 8es de finale | Quarts de finale | Demi-finales  | Finale        | Vainqueur     |
| ------------------- | ------------- | ------------- | -------------- | -------------- | ------------- | ---------------- | ------------- | ------------- | ------------- |
| Ligue 1 (1)         | absents       | absents       | 20             | 14             | 9             | 6                | 4             | 2             | 1             |
| Ligue 2 (2)         | 20            | 15            | 14             | 4              | 2             | 1                | aucune équipe | aucune équipe | aucune équipe |
| National (3)        | 16            | 10            | 6              | 4              | 2             | aucune équipe    | aucune équipe | aucune équipe | aucune équipe |
| National 2 (4)      | 25            | 20            | 9              | 7              | 2             | 1                | aucune équipe | aucune équipe | aucune équipe |
| National 3 (5)      | 44            | 25            | 9              | 1              | 1             | aucune équipe    | aucune équipe | aucune équipe | aucune équipe |
| Régional 1 (6)      | 39            | 11            | 3              | 2              | aucune équipe | aucune équipe    | aucune équipe | aucune équipe | aucune équipe |
| Régional 2 (7)      | 13            | 4             | 2              | aucune équipe  | aucune équipe | aucune équipe    | aucune équipe | aucune équipe | aucune équipe |
| Régional 3 (8)      | 7             | 2             | aucune équipe  | aucune équipe  | aucune équipe | aucune équipe    | aucune équipe | aucune équipe | aucune équipe |
| Régional 4 (9)      | aucune équipe | aucune équipe | aucune équipe  | aucune équipe  | aucune équipe | aucune équipe    | aucune équipe | aucune équipe | aucune équipe |
| Départemental (8+)  | 1             | aucune équipe | aucune équipe  | aucune équipe  | aucune équipe | aucune équipe    | aucune équipe | aucune équipe | aucune équipe |
| Outre-mer           | 11            | 1             | 1              | aucune équipe  | aucune équipe | aucune équipe    | aucune équipe | aucune équipe | aucune équipe |
| Total               | 176           | 88            | 64             | 32             | 16            | 8                | 4             | 2             | 1             |

1. ↑  Existe seulement en Corse (Voir Structure du football en France).
2. ↑  Il n'y a pas de Régional 3 au sein de la ligue Méditerranée (Voir Structure du football en France).

### Parcours des clubs professionnels
- Les clubs de National font leur entrée dans la compétition lors du cinquième tour.
- Les clubs de Ligue 2 font leur entrée dans la compétition lors du septième tour.
- Les clubs de Ligue 1 font leur entrée dans la compétition lors des trente-deuxièmes de finale.

| Clubs                  | Parcours précédent | Parcours 2018-2019 |
| ---------------------- | ------------------ | ------------------ |
| Paris Saint-Germain    | Vainqueur          | Finaliste          |
| AS Monaco              | 1/16 de finale     | 1/16 de finale     |
| Olympique lyonnais     | 1/4 de finale      | 1/2 finale         |
| Olympique de Marseille | 1/4 de finale      | 1/32 de finale     |
| Stade rennais FC       | 1/32 de finale     | Vainqueur          |
| Girondins de Bordeaux  | 1/32 de finale     | 1/32 de finale     |
| AS Saint-Étienne       | 1/16 de finale     | 1/16 de finale     |
| OGC Nice               | 1/32 de finale     | 1/32 de finale     |
| FC Nantes              | 1/16 de finale     | 1/2 finale         |
| Montpellier HSC        | 1/8 de finale      | 1/32 de finale     |
| Dijon FCO              | 1/32 de finale     | 1/4 de finale      |
| EA Guingamp            | 1/16 de finale     | 1/8 de finale      |
| Amiens SC              | 1/32 de finale     | 1/16 de finale     |
| Angers SCO             | 1/32 de finale     | 1/32 de finale     |
| RC Strasbourg Alsace   | 1/4 de finale      | 1/16 de finale     |
| SM Caen                | 1/2 finale         | 1/4 de finale      |
| LOSC Lille             | 1/16 de finale     | 1/8 de finale      |
| Toulouse FC            | 1/16 de finale     | 1/8 de finale      |
| Stade de Reims         | 8e tour            | 1/16 de finale     |
| Nîmes Olympique        | 1/32 de finale     | 1/32 de finale     |

| Clubs                  | Parcours précédent | Parcours 2018-2019 |
| ---------------------- | ------------------ | ------------------ |
| ES Troyes AC           | 1/8 de finale      | 8e tour            |
| FC Metz                | 1/8 de finale      | 1/8 de finale      |
| AC Ajaccio             | 8e tour            | 7e tour            |
| Le Havre AC            | 7e tour            | 1/16 de finale     |
| Stade brestois 29      | 8e tour            | 1/32 de finale     |
| Clermont Foot 63       | 7e tour            | 1/32 de finale     |
| FC Lorient             | 1/16 de finale     | 7e tour            |
| Paris FC               | 8e tour            | 7e tour            |
| LB Châteauroux         | 1/16 de finale     | 1/32 de finale     |
| FC Sochaux-Montbéliard | 1/8 de finale      | 1/32 de finale     |
| AJ Auxerre             | 1/8 de finale      | 7e tour            |
| US Orléans             | 7e tour            | 1/4 de finale      |
| Valenciennes FC        | 1/32 de finale     | 1/32 de finale     |
| RC Lens                | 1/4 de finale      | 1/32 de finale     |
| Chamois niortais FC    | 1/32 de finale     | 1/32 de finale     |
| GFC Ajaccio            | 1/32 de finale     | 1/32 de finale     |
| AS Nancy-Lorraine      | 1/32 de finale     | 1/16 de finale     |
| Red Star FC            | 6e tour            | 1/32 de finale     |
| AS Béziers             | 5e tour            | 7e tour            |
| Grenoble Foot 38       | 1/8 de finale      | 1/32 de finale     |

| Clubs              | Parcours précédent | Parcours 2018-2019 |
| ------------------ | ------------------ | ------------------ |
| Stade lavallois    | 8e tour            | 5e tour            |
| US Quevilly-Rouen  | 7e tour            | 6e tour            |
| Bourg-en-Bresse 01 | 1/8 de finale      | 7e tour            |
| Tours FC           | 1/16 de finale     | 1/32 de finale     |

### Clubs professionnels éliminés par des clubs amateurs
| Tour           | Club professionnel               | Club amateur                         | Écart |
| -------------- | -------------------------------- | ------------------------------------ | ----- |
| 5e tour        | Stade lavallois (National)       | AS Mulsanne-Teloché (Régional 1)     | 3     |
| 6e tour        | US Quevilly-Rouen (National)     | CMS Oissel (National 2)              | 1     |
| 7e tour        | Paris FC (Ligue 2)               | IC Croix (National 2)                | 2     |
| 7e tour        | AJ Auxerre (Ligue 2)             | Angoulême CFC (National 3)           | 3     |
| 7e tour        | AS Béziers (Ligue 2)             | Canet RFC (National 2)               | 2     |
| 7e tour        | AC Ajaccio (Ligue 2)             | Olympique d'Alès (National 3)        | 3     |
| 7e tour        | Bourg-en-Bresse 01 (National)    | US Raon-l'Étape (National 3)         | 2     |
| 7e tour        | FC Lorient (Ligue 2)             | US Saint-Malo (National 2)           | 2     |
| 8e tour        | ES Troyes AC (Ligue 2)           | St-Pryvé St-Hilaire FC (National 2)  | 2     |
| 1/32 de finale | Angers SCO (Ligue 1)             | ES Viry-Châtillon (Régional 1)       | 5     |
| 1/32 de finale | Clermont Foot 63 (Ligue 2)       | Marignane Gignac FC (National)       | 1     |
| 1/32 de finale | Chamois niortais FC (Ligue 2)    | Bergerac Périgord FC (National 2)    | 2     |
| 1/32 de finale | Montpellier HSC (Ligue 1)        | Entente SSG (National)               | 2     |
| 1/32 de finale | Nîmes Olympique (Ligue 1)        | Lyon Duchère AS (National)           | 2     |
| 1/32 de finale | Tours FC (National)              | Les Herbiers VF (National 2)         | 1     |
| 1/32 de finale | Olympique de Marseille (Ligue 1) | ASF Andrézieux-Bouthéon (National 2) | 3     |
| 1/32 de finale | GFC Ajaccio (Ligue 2)            | Noisy-le-Grand FC (Régional 1)       | 4     |
| 1/16 de finale | Le Havre AC (Ligue 2)            | AS Vitré (National 2)                | 2     |